# バレーボール2010/11Vプレミアリーグ
バレーボール 2010/11 Vプレミアリーグ（ばれーぼーる2010/11 ぶいぷれみありーぐ）は、2010年11月27日から2011年3月6日にかけて行われたV・プレミアリーグの大会である。東日本大震災の影響で中断され、ファイナルラウンドまで実施されなかった。

## 概要

### 日程
- 男子:2010年12月4日 - 2011年4月10日（決勝）
- 女子:2010年11月27日 - 2011年4月9日（決勝）

### 試合方法
4回戦総当たりのレギュラーラウンドを行う。通算成績の上位4チームが、セミファイナルラウンドに進出し、上位2チームが優勝決定戦を行う。

## 東日本大震災の影響
2011年3月11日に発生した東日本大震災の影響で、同年3月12日以降の予定試合はすべてキャンセルされ、3月6日終了時点での順位が最終順位となった。またチャレンジマッチ（入替戦）も実施されなかった。

## 男子

### 参加チーム
| 前年順位 | チーム名                 | 備考 |
| -------- | ------------------------ | ---- |
| 1        | パナソニック・パンサーズ |      |
| 2        | 堺ブレイザーズ           |      |
| 3        | 東レ・アローズ           |      |
| 4        | 豊田合成トレフェルサ     |      |
| 5        | サントリー・サンバーズ   |      |
| 6        | JTサンダーズ             |      |
| 7        | 大分三好ヴァイセアドラー |      |
| 8        | FC東京                   |      |

### 1Leg

#### 12月4日
| #301 | 2010年12月4日 14:05 |                              |                                       |                                  |                                                                |
| #301 | 2010年12月4日 14:05 | サントリーサンバーズ （1勝） | 3 - 1 (25-20) (16-25) (25-22) (25-18) | パナソニック・パンサーズ （1敗） | 大阪府立体育会館 観客数: 3,550人 主審: 石井洋壮 副審: 山本和良 |
| #301 | 2010年12月4日 14:05 |                              |                                       |                                  | 大阪府立体育会館 観客数: 3,550人 主審: 石井洋壮 副審: 山本和良 |

| #302 | 2010年12月4日 16:30 |                        |                                       |                              |                                                                          |
| #302 | 2010年12月4日 16:30 | 堺ブレイザーズ （1勝） | 3 - 1 (25-22) (23-25) (25-23) (25-20) | 豊田合成トレフェルサ （1敗） | 大阪府立体育会館 観客数: 2,520人 主審: 大塚達也 副審: グレッグ・ルーオー |
| #302 | 2010年12月4日 16:30 |                        |                                       |                              | 大阪府立体育会館 観客数: 2,520人 主審: 大塚達也 副審: グレッグ・ルーオー |

| #303 | 2010年12月4日 14:00 |                        |                               |                                  |                                                                            |
| #303 | 2010年12月4日 14:00 | 東レ・アローズ （1勝） | 3 - 0 (25-23) (25-19) (25-13) | 大分三好ヴァイセアドラー （1敗） | 都城市早水公園体育文化センター 観客数: 1,241人 主審: 塚本健 副審: 山本晋五 |
| #303 | 2010年12月4日 14:00 |                        |                               |                                  | 都城市早水公園体育文化センター 観客数: 1,241人 主審: 塚本健 副審: 山本晋五 |

| #304 | 2010年12月4日 16:00 |                      |                                       |                |                                                                              |
| #304 | 2010年12月4日 16:00 | JTサンダーズ （1敗） | 1 - 3 (22-25) (20-25) (25-20) (23-25) | FC東京 （1勝） | 都城市早水公園体育文化センター 観客数: 1,539人 主審: 中馬義郎 副審: 川﨑博史 |
| #304 | 2010年12月4日 16:00 |                      |                                       |                | 都城市早水公園体育文化センター 観客数: 1,539人 主審: 中馬義郎 副審: 川﨑博史 |

#### 12月5日
| #305 | 2010年12月5日 13:05 |                           |                       |                                     |                                                                |
| #305 | 2010年12月5日 13:05 | 堺ブレイザーズ （1勝1敗） | 0 - 3 (21-25) (22-25) | パナソニック・パンサーズ （1勝1敗） | 大阪府立体育会館 観客数: 3,720人 主審: 山本和良 副審: 大塚達也 |
| #305 | 2010年12月5日 13:05 |                           |                       |                                     | 大阪府立体育会館 観客数: 3,720人 主審: 山本和良 副審: 大塚達也 |

| #306 | 2010年12月5日 15:00 |                              |                                       |                              |                                                                          |
| #306 | 2010年12月5日 15:00 | 豊田合成トレフェルサ （2敗） | 1 - 3 (25-18) (22-25) (18-25) (24-26) | サントリーサンバーズ （2勝） | 大阪府立体育会館 観客数: 3,000人 主審: グレッグ・ルーオー 副審: 石井洋壮 |
| #306 | 2010年12月5日 15:00 |                              |                                       |                              | 大阪府立体育会館 観客数: 3,000人 主審: グレッグ・ルーオー 副審: 石井洋壮 |

| #307 | 2010年12月5日 13:00 |                        |                                       |                   |                                                                |
| #307 | 2010年12月5日 13:00 | 東レ・アローズ （2勝） | 3 - 1 (25-23) (25-17) (25-27) (25-17) | FC東京 （1勝1敗） | 宮崎市総合体育館 観客数: 1,203人 主審: 中馬義郎 副審: 德永洋行 |
| #307 | 2010年12月5日 13:00 |                        |                                       |                   | 宮崎市総合体育館 観客数: 1,203人 主審: 中馬義郎 副審: 德永洋行 |

| #308 | 2010年12月5日 15:20 |                         |                               |                                  |                                                              |
| #308 | 2010年12月5日 15:20 | JTサンダーズ （1勝1敗） | 3 - 0 (26-24) (25-18) (25-14) | 大分三好ヴァイセアドラー （2敗） | 宮崎市総合体育館 観客数: 1,292人 主審: 山本晋五 副審: 塚本健 |
| #308 | 2010年12月5日 15:20 |                         |                               |                                  | 宮崎市総合体育館 観客数: 1,292人 主審: 山本晋五 副審: 塚本健 |

#### 12月11日
| #309 | 2010年12月11日 14:00 |                                     |                               |                                  |                                                          |
| #309 | 2010年12月11日 14:00 | パナソニック・パンサーズ （2勝1敗） | 3 - 0 (25-15) (29-27) (25-22) | 大分三好ヴァイセアドラー （3敗） | 函館市民体育館 観客数: 800人 主審: 明井寿枝 副審: 村中伸 |
| #309 | 2010年12月11日 14:00 |                                     |                               |                                  | 函館市民体育館 観客数: 800人 主審: 明井寿枝 副審: 村中伸 |

| #310 | 2010年12月11日 16:00 |                                 |                                               |                   |                                                          |
| #310 | 2010年12月11日 16:00 | 豊田合成トレフェルサ （1勝2敗） | 3 - 2 (25-20) (20-25) (25-20) (26-28) (17-15) | FC東京 （1勝2敗） | 函館市民体育館 観客数: 900人 主審: 酒出修 副審: 丸山道博 |
| #310 | 2010年12月11日 16:00 |                                 |                                               |                   | 函館市民体育館 観客数: 900人 主審: 酒出修 副審: 丸山道博 |

| #311 | 2010年12月11日 14:00 |                         |                                       |                           |                                                          |
| #311 | 2010年12月11日 14:00 | JTサンダーズ （2勝1敗） | 3 - 1 (25-22) (25-20) (21-25) (26-24) | 東レ・アローズ （2勝1敗） | 静岡県武道館 観客数: 2,100人 主審: 勝又正 副審: 高橋弘二 |
| #311 | 2010年12月11日 14:00 |                         |                                       |                           | 静岡県武道館 観客数: 2,100人 主審: 勝又正 副審: 高橋弘二 |

| #312 | 2010年12月11日 16:38 |                              |                                       |                           |                                                                      |
| #312 | 2010年12月11日 16:38 | サントリーサンバーズ （3勝） | 3 - 1 (25-20) (25-16) (16-25) (25-23) | 堺ブレイザーズ （1勝2敗） | 静岡県武道館 観客数: 1,500人 主審: 小野将人 副審: グレッグ・ルーオー |
| #312 | 2010年12月11日 16:38 |                              |                                       |                           | 静岡県武道館 観客数: 1,500人 主審: 小野将人 副審: グレッグ・ルーオー |

#### 12月12日
| #313 | 2010年12月12日 12:00 |                                     |                               |                   |                                                          |
| #313 | 2010年12月12日 12:00 | パナソニック・パンサーズ （3勝1敗） | 3 - 0 (25-15) (28-26) (25-18) | FC東京 （1勝3敗） | 函館市民体育館 観客数: 850人 主審: 村中伸 副審: 明井寿枝 |
| #313 | 2010年12月12日 12:00 |                                     |                               |                   | 函館市民体育館 観客数: 850人 主審: 村中伸 副審: 明井寿枝 |

| #314 | 2010年12月12日 14:00 |                                 |                       |                                  |                                                          |
| #314 | 2010年12月12日 14:00 | 豊田合成トレフェルサ （2勝2敗） | 3 - 0 (25-15) (25-21) | 大分三好ヴァイセアドラー （4敗） | 函館市民体育館 観客数: 850人 主審: 酒出修 副審: 丸山道博 |
| #314 | 2010年12月12日 14:00 |                                 |                       |                                  | 函館市民体育館 観客数: 850人 主審: 酒出修 副審: 丸山道博 |

| #315 | 2010年12月12日 13:00 |                           |                                               |                           |                                                                  |
| #315 | 2010年12月12日 13:00 | 東レ・アローズ （2勝2敗） | 2 - 3 (19-25) (25-23) (21-25) (25-21) (11-15) | 堺ブレイザーズ （2勝2敗） | 草薙総合運動場体育館 観客数: 2,400人 主審: 高橋弘二 副審: 勝又正 |
| #315 | 2010年12月12日 13:00 |                           |                                               |                           | 草薙総合運動場体育館 観客数: 2,400人 主審: 高橋弘二 副審: 勝又正 |

| #316 | 2010年12月12日 15:54 |                              |                                               |                         |                                                                              |
| #316 | 2010年12月12日 15:54 | サントリーサンバーズ （4勝） | 3 - 2 (20-25) (19-25) (25-20) (25-21) (15-12) | JTサンダーズ （2勝2敗） | 草薙総合運動場体育館 観客数: 2,200人 主審: グレッグ・ルーオー 副審: 小野将人 |
| #316 | 2010年12月12日 15:54 |                              |                                               |                         | 草薙総合運動場体育館 観客数: 2,200人 主審: グレッグ・ルーオー 副審: 小野将人 |

#### 12月25日
| #317 | 2010年12月25日 14:00 |                           |                                               |                                 |                                                                  |
| #317 | 2010年12月25日 14:00 | 東レ・アローズ （2勝3敗） | 2 - 3 (25-20) (16-25) (25-23) (23-25) (13-15) | 豊田合成トレフェルサ （3勝2敗） | 春日井市総合体育館 観客数: 1,320人 主審: 田野敏彦 副審: 高橋弘二 |
| #317 | 2010年12月25日 14:00 |                           |                                               |                                 | 春日井市総合体育館 観客数: 1,320人 主審: 田野敏彦 副審: 高橋弘二 |

| #318 | 2010年12月25日 16:40 |                                     |                                               |                         |                                                                  |
| #318 | 2010年12月25日 16:40 | パナソニック・パンサーズ （3勝2敗） | 2 - 3 (25-21) (20-25) (19-25) (25-15) (10-15) | JTサンダーズ （3勝2敗） | 春日井市総合体育館 観客数: 1,430人 主審: 印藤智一 副審: 柘植知則 |
| #318 | 2010年12月25日 16:40 |                                     |                                               |                         | 春日井市総合体育館 観客数: 1,430人 主審: 印藤智一 副審: 柘植知則 |

| #319 | 2010年12月25日 14:05 |                           |                               |                                  |                                                              |
| #319 | 2010年12月25日 14:05 | 堺ブレイザーズ （3勝2敗） | 3 - 0 (25-16) (25-23) (25-18) | 大分三好ヴァイセアドラー （5敗） | 金岡公園体育館 観客数: 1,167人 主審: 石井洋壮 副審: 北村友香 |
| #319 | 2010年12月25日 14:05 |                           |                               |                                  | 金岡公園体育館 観客数: 1,167人 主審: 石井洋壮 副審: 北村友香 |

| #320 | 2010年12月25日 16:05 |                                 |                               |                   |                                                          |
| #320 | 2010年12月25日 16:05 | サントリーサンバーズ （4勝1敗） | 0 - 3 (24-26) (18-25) (22-25) | FC東京 （2勝3敗） | 金岡公園体育館 観客数: 876人 主審: 塚本健 副審: 小野将人 |
| #320 | 2010年12月25日 16:05 |                                 |                               |                   | 金岡公園体育館 観客数: 876人 主審: 塚本健 副審: 小野将人 |

#### 12月26日
| #321 | 2010年12月26日 13:00 |                                 |                                       |                         |                                                              |
| #321 | 2010年12月26日 13:00 | 豊田合成トレフェルサ （4勝2敗） | 3 - 1 (27-25) (25-20) (24-26) (25-17) | JTサンダーズ （3勝3敗） | 東海市民体育館 観客数: 1,320人 主審: 高橋弘二 副審: 田野敏彦 |
| #321 | 2010年12月26日 13:00 |                                 |                                       |                         | 東海市民体育館 観客数: 1,320人 主審: 高橋弘二 副審: 田野敏彦 |

| #322 | 2010年12月26日 15:30 |                           |                               |                                     |                                                              |
| #322 | 2010年12月26日 15:30 | 東レ・アローズ （3勝3敗） | 3 - 0 (25-21) (25-19) (25-16) | パナソニック・パンサーズ （3勝3敗） | 東海市民体育館 観客数: 1,460人 主審: 印藤智一 副審: 柘植知則 |
| #322 | 2010年12月26日 15:30 |                           |                               |                                     | 東海市民体育館 観客数: 1,460人 主審: 印藤智一 副審: 柘植知則 |

| #323 | 2010年12月26日 13:05 |                           |                                       |                   |                                                              |
| #323 | 2010年12月26日 13:05 | 堺ブレイザーズ （4勝2敗） | 3 - 1 (18-25) (25-18) (25-17) (25-19) | FC東京 （2勝4敗） | 金岡公園体育館 観客数: 1,492人 主審: 小野将人 副審: 石井洋壮 |
| #323 | 2010年12月26日 13:05 |                           |                                       |                   | 金岡公園体育館 観客数: 1,492人 主審: 小野将人 副審: 石井洋壮 |

| #324 | 2010年12月26日 15:20 |                                 |                               |                                  |                                                          |
| #324 | 2010年12月26日 15:20 | サントリーサンバーズ （5勝1敗） | 3 - 0 (27-25) (25-19) (25-14) | 大分三好ヴァイセアドラー （6敗） | 金岡公園体育館 観客数: 814人 主審: 北村友香 副審: 塚本健 |
| #324 | 2010年12月26日 15:20 |                                 |                               |                                  | 金岡公園体育館 観客数: 814人 主審: 北村友香 副審: 塚本健 |

#### 1月8日
| #325 | 2011年1月8日 14:00 |                           |                                               |                                 |                                                              |
| #325 | 2011年1月8日 14:00 | 東レ・アローズ （4勝3敗） | 3 - 2 (22-25) (17-25) (25-23) (25-22) (18-16) | サントリーサンバーズ （5勝2敗） | 福井県営体育館 観客数: 2,300人 主審: 田中昭彦 副審: 北村友香 |
| #325 | 2011年1月8日 14:00 |                           |                                               |                                 | 福井県営体育館 観客数: 2,300人 主審: 田中昭彦 副審: 北村友香 |

| #326 | 2011年1月8日 16:47 |                           |                                               |                         |                                                              |
| #326 | 2011年1月8日 16:47 | 堺ブレイザーズ （4勝3敗） | 2 - 3 (21-25) (25-23) (21-25) (28-26) (12-15) | JTサンダーズ （4勝3敗） | 福井県営体育館 観客数: 2,300人 主審: 山本和良 副審: 有乗正志 |
| #326 | 2011年1月8日 16:47 |                           |                                               |                         | 福井県営体育館 観客数: 2,300人 主審: 山本和良 副審: 有乗正志 |

| #327 | 2011年1月8日 14:00 |                                     |                                       |                                 |                                                                      |
| #327 | 2011年1月8日 14:00 | パナソニック・パンサーズ （4勝3敗） | 3 - 1 (17-25) (25-19) (25-21) (25-23) | 豊田合成トレフェルサ （4勝3敗） | 南国市立スポーツセンター 観客数: 1,545人 主審: 塚本健 副審: 山本晋五 |
| #327 | 2011年1月8日 14:00 |                                     |                                       |                                 | 南国市立スポーツセンター 観客数: 1,545人 主審: 塚本健 副審: 山本晋五 |

| #328 | 2011年1月8日 16:20 |                                  |                               |                   |                                                                      |
| #328 | 2011年1月8日 16:20 | 大分三好ヴァイセアドラー （7敗） | 1 - 3 (16-25) (28-26) (21-25) | FC東京 （3勝4敗） | 南国市立スポーツセンター 観客数: 1,450人 主審: 田野昭彦 副審: 永木寛 |
| #328 | 2011年1月8日 16:20 |                                  |                               |                   | 南国市立スポーツセンター 観客数: 1,450人 主審: 田野昭彦 副審: 永木寛 |

#### 1Legの結果
| 順位 | チーム名                 | 試合数 | 勝数 | 敗数 | 勝率  | 備考           |
| ---- | ------------------------ | ------ | ---- | ---- | ----- | -------------- |
| 1    | サントリーサンバーズ     | 7      | 5    | 2    | 0.714 |                |
| 2    | パナソニック・パンサーズ | 7      | 4    | 3    | 0.571 | セット率 1.500 |
| 3    | 東レ・アローズ           | 7      | 4    | 3    | 0.571 | セット率 1.417 |
| 4    | 堺ブレイザーズ           | 7      | 4    | 3    | 0.571 | セット率 1.154 |
| 5    | JTサンダーズ             | 7      | 4    | 3    | 0.571 | セット率 1.143 |
| 6    | 豊田合成トレフェルサ     | 7      | 4    | 3    | 0.571 | セット率 1.071 |
| 7    | FC東京                   | 7      | 3    | 4    | 0.429 |                |
| 8    | 大分三好ヴァイセアドラー | 7      | 0    | 7    | 0.000 |                |

### 2Leg

#### 1月9日
| 2011年1月9日 13:05        |                                       |                         |                                                              |
| 東レ・アローズ （4勝4敗） | 2 - 3 (25-18) (16-25) (12-25) (10-15) | JTサンダーズ （5勝3敗） | 福井県営体育館 観客数: 1,878人 主審: 北村友香 副審: 山本和良 |
|                           |                                       |                         | 福井県営体育館 観客数: 1,878人 主審: 北村友香 副審: 山本和良 |

| 2011年1月9日 15:25        |                               |                                 |                                                              |
| 堺ブレイザーズ （5勝3敗） | 3 - 0 (25-14) (25-19) (26-24) | サントリーサンバーズ （5勝3敗） | 福井県営体育館 観客数: 2,196人 主審: 田中昭彦 副審: 有乗正志 |
|                           |                               |                                 | 福井県営体育館 観客数: 2,196人 主審: 田中昭彦 副審: 有乗正志 |

| 2011年1月9日 12:00               |                               |                                     |                                                                      |
| 大分三好ヴァイセアドラー （8敗） | 1 - 3 (25-23) (19-25) (22-25) | パナソニック・パンサーズ （5勝3敗） | 南国市立スポーツセンター 観客数: 1,248人 主審: 山本晋五 副審: 永木寛 |
|                                  |                               |                                     | 南国市立スポーツセンター 観客数: 1,248人 主審: 山本晋五 副審: 永木寛 |

| 2011年1月9日 14:25 |                                               |                                 |                                                                      |
| FC東京 （4勝4敗）  | 3 - 2 (19-25) (25-19) (25-22) (17-25) (15-13) | 豊田合成トレフェルサ （4勝4敗） | 南国市立スポーツセンター 観客数: 1,118人 主審: 田野昭彦 副審: 塚本健 |
|                    |                                               |                                 | 南国市立スポーツセンター 観客数: 1,118人 主審: 田野昭彦 副審: 塚本健 |

#### 1月15日
| 2011年1月15日 14:05              |                       |                           |                                                                |
| 大分三好ヴァイセアドラー （9敗） | 0 - 3 (17-25) (16-25) | 堺ブレイザーズ （6勝3敗） | 大分県立総合体育館 観客数: 1,522人 主審: 塚本健 副審: 代居正己 |
|                                  |                       |                           | 大分県立総合体育館 観客数: 1,522人 主審: 塚本健 副審: 代居正己 |

| 2011年1月15日 16:05                 |                                               |                                 |                                                                  |
| パナソニック・パンサーズ （5勝4敗） | 2 - 3 (20-25) (31-29) (24-26) (25-23) (12-15) | サントリーサンバーズ （6勝3敗） | 大分県立総合体育館 観客数: 1,665人 主審: 田野昭彦 副審: 中馬義郎 |
|                                     |                                               |                                 | 大分県立総合体育館 観客数: 1,665人 主審: 田野昭彦 副審: 中馬義郎 |

| 2011年1月15日 14:00       |                               |                   |                                                                                          |
| 東レ・アローズ （5勝4敗） | 3 - 0 (25-21) (25-15) (25-22) | FC東京 （4勝5敗） | 広島県立総合体育館（広島グリーンアリーナ） 観客数: 1,930人 主審: 石井洋壮 副審: 横山寿一 |
|                           |                               |                   | 広島県立総合体育館（広島グリーンアリーナ） 観客数: 1,930人 主審: 石井洋壮 副審: 横山寿一 |

| 2011年1月15日 16:00     |                                               |                                 | |
| JTサンダーズ （5勝4敗） | 2 - 3 (20-25) (25-20) (32-30) (22-25) (13-15) | 豊田合成トレフェルサ （5勝4敗） | 広島県立総合体育館（広島グリーンアリーナ） 観客数: 3,220人 主審: 山本和良 副審: セドリック・チャン |
|                         |                                               |                                 | 広島県立総合体育館（広島グリーンアリーナ） 観客数: 3,220人 主審: 山本和良 副審: セドリック・チャン |

#### 1月16日
| 2011年1月16日 13:00               |                       |                                 |                                                                |
| 大分三好ヴァイセアドラー （10敗） | 0 - 3 (19-25) (23-25) | サントリーサンバーズ （7勝3敗） | 大分県立総合体育館 観客数: 1,736人 主審: 代居正己 副審: 塚本健 |
|                                   |                       |                                 | 大分県立総合体育館 観客数: 1,736人 主審: 代居正己 副審: 塚本健 |

| 2011年1月16日 15:00                 |                                       |                           |                                                                  |
| パナソニック・パンサーズ （5勝5敗） | 1 - 3 (24-26) (23-25) (25-12) (21-25) | 堺ブレイザーズ （7勝3敗） | 大分県立総合体育館 観客数: 1,814人 主審: 中馬義郎 副審: 田野昭彦 |
|                                     |                                       |                           | 大分県立総合体育館 観客数: 1,814人 主審: 中馬義郎 副審: 田野昭彦 |

| 2011年1月16日 13:00       |                               |                                 |                                                                                          |
| 東レ・アローズ （6勝4敗） | 3 - 0 (25-23) (25-17) (25-19) | 豊田合成トレフェルサ （5勝5敗） | 広島県立総合体育館（広島グリーンアリーナ） 観客数: 1,545人 主審: 冨田博一 副審: 横山寿一 |
|                           |                               |                                 | 広島県立総合体育館（広島グリーンアリーナ） 観客数: 1,545人 主審: 冨田博一 副審: 横山寿一 |

| 2011年1月16日 15:00     |                               |                   | |
| JTサンダーズ （6勝4敗） | 3 - 0 (25-15) (25-23) (28-26) | FC東京 （4勝6敗） | 広島県立総合体育館（広島グリーンアリーナ） 観客数: 2,550人 主審: セドリック・チャン 副審: 山本和良 |
|                         |                               |                   | 広島県立総合体育館（広島グリーンアリーナ） 観客数: 2,550人 主審: セドリック・チャン 副審: 山本和良 |

#### 1月22日
| 2011年1月22日 14:00                 |                               |                                 |                                                                          |
| パナソニック・パンサーズ （5勝6敗） | 0 - 3 (24-26) (20-25) (22-25) | 豊田合成トレフェルサ （6勝5敗） | 氷見市ふれあいスポーツセンター 観客数: 929人 主審: 高橋弘二 副審: 富田満 |
|                                     |                               |                                 | 氷見市ふれあいスポーツセンター 観客数: 929人 主審: 高橋弘二 副審: 富田満 |

| 2011年1月22日 16:05 |                       |                                   |                                                                              |
| FC東京 （5勝6敗）   | 3 - 0 (25-23) (25-18) | 大分三好ヴァイセアドラー （11敗） | 氷見市ふれあいスポーツセンター 観客数: 1,299人 主審: 田野昭彦 副審: 田野昭彦 |
|                     |                       |                                   | 氷見市ふれあいスポーツセンター 観客数: 1,299人 主審: 田野昭彦 副審: 田野昭彦 |

| 2011年1月22日 14:05     |                       |                                 |                                                              |
| JTサンダーズ （6勝5敗） | 1 - 3 (25-17) (19-25) | サントリーサンバーズ （8勝3敗） | 大阪市中央体育館 観客数: 2,900人 主審: 山本和良 副審: 村中伸 |
|                         |                       |                                 | 大阪市中央体育館 観客数: 2,900人 主審: 山本和良 副審: 村中伸 |

| 2011年1月22日 14:00       |                               |                           |                                                              |
| 堺ブレイザーズ （8勝3敗） | 3 - 0 (25-14) (25-22) (35-33) | 東レ・アローズ （6勝5敗） | 金岡公園体育館 観客数: 1,800人 主審: 冨田博一 副審: 印藤智一 |
|                           |                               |                           | 金岡公園体育館 観客数: 1,800人 主審: 冨田博一 副審: 印藤智一 |

#### 1月23日
| 2011年1月23日 13:05       |                                       |                                 |                                                                |
| 東レ・アローズ （6勝6敗） | 1 - 3 (17-25) (18-25) (25-19) (20-25) | サントリーサンバーズ （9勝3敗） | 大阪市中央体育館 観客数: 2,050人 主審: 印藤智一 副審: 冨田博一 |
|                           |                                       |                                 | 大阪市中央体育館 観客数: 2,050人 主審: 印藤智一 副審: 冨田博一 |

| 2011年1月23日 13:00       |                                       |                         |                                                            |
| 堺ブレイザーズ （9勝3敗） | 3 - 1 (25-23) (26-24) (33-31) (25-22) | JTサンダーズ （6勝6敗） | 金岡公園体育館 観客数: 2,000人 主審: 村中伸 副審: 山本和良 |
|                           |                                       |                         | 金岡公園体育館 観客数: 2,000人 主審: 村中伸 副審: 山本和良 |

| 2011年1月23日 13:00             |                                       |                                   |                                                                          |
| 豊田合成トレフェルサ （7勝5敗） | 3 - 1 (25-22) (21-25) (25-13) (25-20) | 大分三好ヴァイセアドラー （12敗） | 氷見市ふれあいスポーツセンター 観客数: 788人 主審: 富田満 副審: 田野昭彦 |
|                                 |                                       |                                   | 氷見市ふれあいスポーツセンター 観客数: 788人 主審: 富田満 副審: 田野昭彦 |

| 2011年1月23日 15:15 |                       |                                     |                                                                                |
| FC東京 （5勝7敗）   | 0 - 3 (18-25) (20-25) | パナソニック・パンサーズ （6勝6敗） | 氷見市ふれあいスポーツセンター 観客数: 1,011人 主審: 千代延靖夫 副審: 高橋弘二 |
|                     |                       |                                     | 氷見市ふれあいスポーツセンター 観客数: 1,011人 主審: 千代延靖夫 副審: 高橋弘二 |

#### 1月29日
| 2011年1月29日 14:05     |                               |                                   |                                                              |
| JTサンダーズ （7勝6敗） | 3 - 0 (25-18) (25-22) (25-23) | 大分三好ヴァイセアドラー （13敗） | 京都府立体育館 観客数: 1,700人 主審: 田野敏彦 副審: 加地尚樹 |
|                         |                               |                                   | 京都府立体育館 観客数: 1,700人 主審: 田野敏彦 副審: 加地尚樹 |

| 2011年1月29日 16:05                 |                                       |                           |                                                              |
| パナソニック・パンサーズ （6勝7敗） | 1 - 3 (25-21) (17-25) (23-25) (21-25) | 東レ・アローズ （7勝6敗） | 京都府立体育館 観客数: 2,200人 主審: 小野将人 副審: 北村友香 |
|                                     |                                       |                           | 京都府立体育館 観客数: 2,200人 主審: 小野将人 副審: 北村友香 |

| 2011年1月29日 14:00              |                                       |                   |                                                                |
| サントリーサンバーズ （10勝3敗） | 3 - 1 (25-23) (27-25) (24-26) (25-21) | FC東京 （5勝8敗） | 墨田区総合体育館 観客数: 1,874人 主審: 印藤智一 副審: 高橋弘二 |
|                                  |                                       |                   | 墨田区総合体育館 観客数: 1,874人 主審: 印藤智一 副審: 高橋弘二 |

| 2011年1月29日 16:35             |                               |                            |                                                              |
| 豊田合成トレフェルサ （7勝6敗） | 0 - 3 (23-25) (20-25) (22-25) | 堺ブレイザーズ （10勝3敗） | 墨田区総合体育館 観客数: 1,700人 主審: 小柴滋 副審: 高田恒樹 |
|                                 |                               |                            | 墨田区総合体育館 観客数: 1,700人 主審: 小柴滋 副審: 高田恒樹 |

#### 1月30日
| 2011年1月30日 13:06       |                       |                                   |                                                              |
| 東レ・アローズ （8勝6敗） | 3 - 0 (25-23) (25-20) | 大分三好ヴァイセアドラー （14敗） | 京都府立体育館 観客数: 1,600人 主審: 田野敏彦 副審: 加地尚樹 |
|                           |                       |                                   | 京都府立体育館 観客数: 1,600人 主審: 田野敏彦 副審: 加地尚樹 |

| 2011年1月30日 15:05     |                               |                                     |                                                              |
| JTサンダーズ （8勝6敗） | 3 - 0 (25-15) (28-26) (25-22) | パナソニック・パンサーズ （6勝8敗） | 京都府立体育館 観客数: 2,200人 主審: 北村友香 副審: 小野将人 |
|                         |                               |                                     | 京都府立体育館 観客数: 2,200人 主審: 北村友香 副審: 小野将人 |

| 2011年1月30日 13:00        |                               |                   |                                                                |
| 堺ブレイザーズ （11勝3敗） | 3 - 0 (25-18) (25-21) (25-20) | FC東京 （5勝9敗） | 墨田区総合体育館 観客数: 1,710人 主審: 高橋弘二 副審: 印藤智一 |
|                            |                               |                   | 墨田区総合体育館 観客数: 1,710人 主審: 高橋弘二 副審: 印藤智一 |

| 2011年1月30日 15:00             |                               |                                  |                                                              |
| 豊田合成トレフェルサ （7勝7敗） | 0 - 3 (19-25) (26-28) (16-25) | サントリーサンバーズ （11勝3敗） | 墨田区総合体育館 観客数: 1,680人 主審: 小柴滋 副審: 中西幸治 |
|                                 |                               |                                  | 墨田区総合体育館 観客数: 1,680人 主審: 小柴滋 副審: 中西幸治 |

#### 2Legの結果
| 順位 | チーム名                 | 試合数 | 勝数 | 敗数 | 勝率  | 備考           |
| ---- | ------------------------ | ------ | ---- | ---- | ----- | -------------- |
| 1    | 堺ブレイザーズ           | 7      | 7    | 0    | 1.000 |                |
| 2    | サントリーサンバーズ     | 7      | 6    | 1    | 0.857 |                |
| 3    | 東レ・アローズ           | 7      | 4    | 3    | 0.571 | セット率 1.500 |
| 4    | JTサンダーズ             | 7      | 4    | 3    | 0.571 | セット率 1.455 |
| 5    | 豊田合成トレフェルサ     | 7      | 3    | 4    | 0.429 |                |
| 6    | パナソニック・パンサーズ | 7      | 2    | 5    | 0.286 | セット率 0.625 |
| 7    | FC東京                   | 7      | 2    | 5    | 0.286 | セット率 0.412 |
| 8    | 大分三好ヴァイセアドラー | 7      | 0    | 7    | 0.000 |                |

### 3Leg

#### 2月5日
| 2011年2月5日 14:00              |                                               |                           |                                                                                  |
| 豊田合成トレフェルサ （7勝8敗） | 2 - 3 (22-25) (25-23) (15-25) (25-13) (11-15) | 東レ・アローズ （9勝6敗） | やまぐちリフレッシュパーク総合体育館 観客数: 1,300人 主審: 石井洋壮 副審: 江下毅 |
|                                 |                                               |                           | やまぐちリフレッシュパーク総合体育館 観客数: 1,300人 主審: 石井洋壮 副審: 江下毅 |

| 2011年2月5日 16:25      |                                       |                                  |                                                                                    |
| JTサンダーズ （8勝7敗） | 1 - 3 (16-25) (34-32) (19-25) (21-25) | サントリーサンバーズ （12勝3敗） | やまぐちリフレッシュパーク総合体育館 観客数: 1,400人 主審: 小野将人 副審: 高橋弘二 |
|                         |                                       |                                  | やまぐちリフレッシュパーク総合体育館 観客数: 1,400人 主審: 小野将人 副審: 高橋弘二 |

| 2011年2月5日 14:00         |                                      |                                   |                                                                                |
| 堺ブレイザーズ （12勝3敗） | 3 - 2 (23-25) (26-28) (25-22) (15-8) | 大分三好ヴァイセアドラー （15敗） | 別府市総合体育館（べっぷアリーナ） 観客数: 1,468人 主審: 代居正巳 副審: 富田満 |
|                            |                                      |                                   | 別府市総合体育館（べっぷアリーナ） 観客数: 1,468人 主審: 代居正巳 副審: 富田満 |

| 2011年2月5日 16:55 |                       |                                     |                                                                                            |
| FC東京 （5勝10敗） | 0 - 3 (20-25) (28-30) | パナソニック・パンサーズ （7勝8敗） | 別府市総合体育館（べっぷアリーナ） 観客数: 1,519人 主審: グレッグ・ルーオー 副審: 山本晋五 |
|                    |                       |                                     | 別府市総合体育館（べっぷアリーナ） 観客数: 1,519人 主審: グレッグ・ルーオー 副審: 山本晋五 |

#### 2月6日
| 2011年2月6日 13:00        |                               |                                  |                                                                  |
| 東レ・アローズ （9勝7敗） | 0 - 3 (18-25) (20-25) (24-26) | サントリーサンバーズ （13勝3敗） | ソルトアリーナ防府 観客数: 1,400人 主審: 石井洋壮 副審: 高橋弘二 |
|                           |                               |                                  | ソルトアリーナ防府 観客数: 1,400人 主審: 石井洋壮 副審: 高橋弘二 |

| 2011年2月6日 15:00              |                                       |                         |                                                                |
| 豊田合成トレフェルサ （7勝9敗） | 1 - 3 (27-29) (16-25) (25-19) (22-25) | JTサンダーズ （9勝7敗） | ソルトアリーナ防府 観客数: 1,600人 主審: 江下毅 副審: 小野将人 |
|                                 |                                       |                         | ソルトアリーナ防府 観客数: 1,600人 主審: 江下毅 副審: 小野将人 |

| 2011年2月6日 13:00                   |                                       |                    |                                                                              |
| 大分三好ヴァイセアドラー （1勝15敗） | 3 - 1 (20-25) (25-22) (25-18) (25-23) | FC東京 （5勝11敗） | ダイハツ九州アリーナ 観客数: 1,436人 主審: 山本晋五 副審: グレッグ・ルーオー |
|                                      |                                       |                    | ダイハツ九州アリーナ 観客数: 1,436人 主審: 山本晋五 副審: グレッグ・ルーオー |

| 2011年2月6日 15:20         |                               |                                     |                                                                  |
| 堺ブレイザーズ （13勝3敗） | 3 - 0 (25-13) (25-23) (31-29) | パナソニック・パンサーズ （7勝9敗） | ダイハツ九州アリーナ 観客数: 1,743人 主審: 富田満 副審: 代居正巳 |
|                            |                               |                                     | ダイハツ九州アリーナ 観客数: 1,743人 主審: 富田満 副審: 代居正巳 |

#### 2月12日
| 2011年2月12日 14:05                  |                               |                                  |                                                                  |
| 大分三好ヴァイセアドラー （1勝16敗） | 0 - 3 (17-25) (22-25) (18-25) | サントリーサンバーズ （14勝3敗） | パナソニックアリーナ 観客数: 1,100人 主審: 村中伸 副審: 大塚達也 |
|                                      |                               |                                  | パナソニックアリーナ 観客数: 1,100人 主審: 村中伸 副審: 大塚達也 |

| 2011年2月12日 16:05                 |                               |                                  |                                                                    |
| パナソニック・パンサーズ （8勝9敗） | 3 - 0 (25-17) (25-23) (25-22) | 豊田合成トレフェルサ （7勝10敗） | パナソニックアリーナ 観客数: 1,850人 主審: 印藤智一 副審: 冨田博一 |
|                                     |                               |                                  | パナソニックアリーナ 観客数: 1,850人 主審: 印藤智一 副審: 冨田博一 |

| 2011年2月12日 14:00       |                                       |                    |                                                                                        |
| 東レ・アローズ （9勝8敗） | 1 - 3 (24-26) (25-18) (16-25) (23-25) | FC東京 （6勝11敗） | 広島県立総合体育館（広島グリーンアリーナ） 観客数: 1,540人 主審: 江下毅 副審: 横山寿一 |
|                           |                                       |                    | 広島県立総合体育館（広島グリーンアリーナ） 観客数: 1,540人 主審: 江下毅 副審: 横山寿一 |

| 2011年2月12日 16:15     |                                              |                            |                                                                                            |
| JTサンダーズ （9勝8敗） | 2 - 3 (25-22) (25-17) (22-25) (21-25) (9-15) | 堺ブレイザーズ （14勝3敗） | 広島県立総合体育館（広島グリーンアリーナ） 観客数: 2,810人 主審: 山本和良 副審: 千代延靖夫 |
|                         |                                              |                            | 広島県立総合体育館（広島グリーンアリーナ） 観客数: 2,810人 主審: 山本和良 副審: 千代延靖夫 |

#### 2月13日
| 2011年2月13日 13:05        |                                       |                            |                                                                                            |
| 東レ・アローズ （10勝8敗） | 3 - 2 (16-25) (21-25) (25-21) (15-10) | 堺ブレイザーズ （14勝4敗） | 広島県立総合体育館（広島グリーンアリーナ） 観客数: 1,980人 主審: 千代延靖夫 副審: 横山寿一 |
|                            |                                       |                            | 広島県立総合体育館（広島グリーンアリーナ） 観客数: 1,980人 主審: 千代延靖夫 副審: 横山寿一 |

| 2011年2月13日 15:45      |                                               |                    |                                                                                        |
| JTサンダーズ （10勝8敗） | 3 - 2 (25-19) (25-20) (25-27) (23-25) (15-12) | FC東京 （6勝12敗） | 広島県立総合体育館（広島グリーンアリーナ） 観客数: 2,770人 主審: 山本和良 副審: 江下毅 |
|                          |                                               |                    | 広島県立総合体育館（広島グリーンアリーナ） 観客数: 2,770人 主審: 山本和良 副審: 江下毅 |

| 2011年2月13日 13:00              |                                       |                                      |                                                                    |
| 豊田合成トレフェルサ （8勝10敗） | 3 - 1 (20-25) (25-21) (25-23) (25-22) | 大分三好ヴァイセアドラー （1勝17敗） | パナソニックアリーナ 観客数: 1,000人 主審: 冨田博一 副審: 印藤智一 |
|                                  |                                       |                                      | パナソニックアリーナ 観客数: 1,000人 主審: 冨田博一 副審: 印藤智一 |

| 2011年2月13日 15:25                 |                               |                                  |                                                                  |
| パナソニック・パンサーズ （9勝9敗） | 3 - 0 (26-24) (25-21) (25-14) | サントリーサンバーズ （14勝4敗） | パナソニックアリーナ 観客数: 2,350人 主審: 大塚達也 副審: 村中伸 |
|                                     |                               |                                  | パナソニックアリーナ 観客数: 2,350人 主審: 大塚達也 副審: 村中伸 |

#### 2月19日
| 2011年2月19日 14:00      |                                       |                                      |                                                            |
| JTサンダーズ （10勝9敗） | 1 - 3 (23-25) (22-25) (26-24) (19-25) | パナソニック・パンサーズ （10勝9敗） | 三島市民体育館 観客数: 1,350人 主審: 田中昭彦 副審: 富田満 |
|                          |                                       |                                      | 三島市民体育館 観客数: 1,350人 主審: 田中昭彦 副審: 富田満 |

| 2011年2月19日 16:30        |                               |                                      |                                                              |
| 東レ・アローズ （11勝8敗） | 3 - 0 (25-21) (25-16) (25-21) | 大分三好ヴァイセアドラー （1勝18敗） | 三島市民体育館 観客数: 1,600人 主審: 山本和良 副審: 村上成司 |
|                            |                               |                                      | 三島市民体育館 観客数: 1,600人 主審: 山本和良 副審: 村上成司 |

| 2011年2月19日 13:00              |                               |                    |                                                                                          |
| サントリーサンバーズ （15勝4敗） | 3 - 0 (25-21) (25-23) (25-20) | FC東京 （6勝13敗） | 芦北町民総合センター（しろやまスカイドーム） 観客数: 2,000人 主審: 塚本健 副審: 山本晋五 |
|                                  |                               |                    | 芦北町民総合センター（しろやまスカイドーム） 観客数: 2,000人 主審: 塚本健 副審: 山本晋五 |

| 2011年2月19日 15:00        |                       |                                  |                                                                                            |
| 堺ブレイザーズ （15勝4敗） | 3 - 0 (25-22) (25-20) | 豊田合成トレフェルサ （8勝11敗） | 芦北町民総合センター（しろやまスカイドーム） 観客数: 1,800人 主審: 小野将人 副審: 坂本紀一 |
|                            |                       |                                  | 芦北町民総合センター（しろやまスカイドーム） 観客数: 1,800人 主審: 小野将人 副審: 坂本紀一 |

#### 2月20日
| 2011年2月20日 13:00                  |                               |                           |                                                            |
| 大分三好ヴァイセアドラー （2勝18敗） | 3 - 0 (27-25) (25-21) (25-22) | JTサンダーズ （10勝10敗） | 三島市民体育館 観客数: 1,600人 主審: 富田満 副審: 山本和良 |
|                                      |                               |                           | 三島市民体育館 観客数: 1,600人 主審: 富田満 副審: 山本和良 |

| 2011年2月20日 15:00        |                                               |                                      |                                                              |
| 東レ・アローズ （11勝9敗） | 2 - 3 (12-25) (24-26) (25-13) (25-19) (19-21) | パナソニック・パンサーズ （11勝9敗） | 三島市民体育館 観客数: 1,800人 主審: 村上成司 副審: 田中昭彦 |
|                            |                                               |                                      | 三島市民体育館 観客数: 1,800人 主審: 村上成司 副審: 田中昭彦 |

| 2011年2月20日 12:00        |                                       |                                  |                                                                |
| 堺ブレイザーズ （16勝4敗） | 3 - 1 (23-25) (25-21) (25-23) (25-21) | サントリーサンバーズ （15勝5敗） | 熊本県立総合体育館 観客数: 2,800人 主審: 塚本健 副審: 小野将人 |
|                            |                                       |                                  | 熊本県立総合体育館 観客数: 2,800人 主審: 塚本健 副審: 小野将人 |

| 2011年2月20日 14:35              |                               |                    |                                                                  |
| 豊田合成トレフェルサ （9勝11敗） | 3 - 0 (25-21) (26-24) (25-19) | FC東京 （6勝14敗） | 熊本県立総合体育館 観客数: 2,800人 主審: 山本晋五 副審: 坂本紀一 |
|                                  |                               |                    | 熊本県立総合体育館 観客数: 2,800人 主審: 山本晋五 副審: 坂本紀一 |

#### 2月26日
| 2011年2月26日 14:00        |                                       |                    |                                                                  |
| 堺ブレイザーズ （17勝4敗） | 3 - 1 (22-25) (25-17) (25-21) (25-19) | FC東京 （6勝15敗） | 北九州市立総合体育館 観客数: 5,250人 主審: 塚本健 副審: 山本晋五 |
|                            |                                       |                    | 北九州市立総合体育館 観客数: 5,250人 主審: 塚本健 副審: 山本晋五 |

| 2011年2月26日 16:15                  |                                       |                                      |                                                                  |
| 大分三好ヴァイセアドラー （2勝19敗） | 1 - 3 (25-23) (14-25) (15-25) (16-25) | パナソニック・パンサーズ （12勝9敗） | 北九州市立総合体育館 観客数: 3,700人 主審: 代居正巳 副審: 須藤義 |
|                                      |                                       |                                      | 北九州市立総合体育館 観客数: 3,700人 主審: 代居正巳 副審: 須藤義 |

| 2011年2月26日 14:00              |                                       |                                  |                                                                                                  |
| サントリーサンバーズ （16勝5敗） | 3 - 1 (25-20) (25-23) (21-25) (31-29) | 豊田合成トレフェルサ （9勝12敗） | 小牧市スポーツ公園総合体育館（パークアリーナ小牧） 観客数: 1,510人 主審: 石井洋壮 副審: 高橋弘二 |
|                                  |                                       |                                  | 小牧市スポーツ公園総合体育館（パークアリーナ小牧） 観客数: 1,510人 主審: 石井洋壮 副審: 高橋弘二 |

| 2011年2月26日 16:35       |                                       |                            |                                                                                                  |
| JTサンダーズ （10勝11敗） | 1 - 3 (25-16) (16-25) (30-32) (22-25) | 東レ・アローズ （12勝9敗） | 小牧市スポーツ公園総合体育館（パークアリーナ小牧） 観客数: 1,260人 主審: 山本和良 副審: 柘植知則 |
|                           |                                       |                            | 小牧市スポーツ公園総合体育館（パークアリーナ小牧） 観客数: 1,260人 主審: 山本和良 副審: 柘植知則 |

#### 3Legの結果
| 順位 | チーム名                 | 試合数 | 勝数 | 敗数 | 勝率  | 備考                        |
| ---- | ------------------------ | ------ | ---- | ---- | ----- | --------------------------- |
| 1    | パナソニック・パンサーズ | 7      | 6    | 1    | 0.857 | セット率 2.571              |
| 2    | 堺ブレイザーズ           | 7      | 6    | 1    | 0.857 | セット率 2.222              |
| 3    | サントリーサンバーズ     | 7      | 5    | 2    | 0.714 |                             |
| 4    | 東レ・アローズ           | 7      | 4    | 3    | 0.571 |                             |
| 5    | 豊田合成トレフェルサ     | 7      | 2    | 5    | 0.286 | セット率 0.625 得点率 0.960 |
| 6    | 大分三好ヴァイセアドラー | 7      | 2    | 5    | 0.286 | セット率 0.625 得点率 0.902 |
| 7    | JTサンダーズ             | 7      | 2    | 5    | 0.286 | セット率 0.611              |
| 8    | FC東京                   | 7      | 1    | 6    | 0.143 |                             |

### 4Leg

#### 2月27日
| 2011年2月27日 13:00        |                                       |                                      |                                                                    |
| 堺ブレイザーズ （17勝5敗） | 1 - 3 (23-25) (25-17) (26-28) (20-25) | 大分三好ヴァイセアドラー （3勝19敗） | 北九州市立総合体育館 観客数: 5,400人 主審: 山本晋五 副審: 代居正巳 |
|                            |                                       |                                      | 北九州市立総合体育館 観客数: 5,400人 主審: 山本晋五 副審: 代居正巳 |

| 2011年2月27日 15:25 |                                       |                                      |                                                                  |
| FC東京 （6勝16敗）  | 1 - 3 (23-25) (17-25) (25-22) (21-25) | パナソニック・パンサーズ （13勝9敗） | 北九州市立総合体育館 観客数: 3,700人 主審: 塚本健 副審: 須藤義宏 |
|                     |                                       |                                      | 北九州市立総合体育館 観客数: 3,700人 主審: 塚本健 副審: 須藤義宏 |

| 2011年2月27日 13:00        |                               |                                  |                                                                                                  |
| 東レ・アローズ （13勝9敗） | 3 - 0 (25-15) (25-23) (25-20) | 豊田合成トレフェルサ （9勝13敗） | 小牧市スポーツ公園総合体育館（パークアリーナ小牧） 観客数: 1,550人 主審: 高橋弘二 副審: 石井洋壮 |
|                            |                               |                                  | 小牧市スポーツ公園総合体育館（パークアリーナ小牧） 観客数: 1,550人 主審: 高橋弘二 副審: 石井洋壮 |

| 2011年2月27日 15:00              |                               |                           |                                                                                                  |
| サントリーサンバーズ （17勝5敗） | 3 - 1 (25-21) (29-31) (25-20) | JTサンダーズ （10勝12敗） | 小牧市スポーツ公園総合体育館（パークアリーナ小牧） 観客数: 1,410人 主審: 山本和良 副審: 柘植知則 |
|                                  |                               |                           | 小牧市スポーツ公園総合体育館（パークアリーナ小牧） 観客数: 1,410人 主審: 山本和良 副審: 柘植知則 |

#### 3月5日
| 2011年3月5日 14:00               |                               |                            |                                                                    |
| サントリーサンバーズ （17勝6敗） | 0 - 3 (15-25) (20-25) (18-25) | 東レ・アローズ （14勝9敗） | 小瀬スポーツ公園体育館 観客数: 1,508人 主審: 山本和良 副審: 富田満 |
|                                  |                               |                            | 小瀬スポーツ公園体育館 観客数: 1,508人 主審: 山本和良 副審: 富田満 |

| 2011年3月5日 16:00                   |                               |                           |                                                                      |
| 大分三好ヴァイセアドラー （3勝20敗） | 0 - 3 (19-25) (16-25) (22-25) | JTサンダーズ （11勝12敗） | 小瀬スポーツ公園体育館 観客数: 1,508人 主審: 小野将人 副審: 大塚達也 |
|                                      |                               |                           | 小瀬スポーツ公園体育館 観客数: 1,508人 主審: 小野将人 副審: 大塚達也 |

| 2011年3月5日 14:00               |                                       |                                      |                                                          |
| 豊田合成トレフェルサ （9勝14敗） | 1 - 3 (20-25) (23-25) (25-23) (21-25) | パナソニック・パンサーズ （14勝9敗） | 東京体育館 観客数: 1,980人 主審: 印藤智一 副審: 服部篤史 |
|                                  |                                       |                                      | 東京体育館 観客数: 1,980人 主審: 印藤智一 副審: 服部篤史 |

| 2011年3月5日 16:35 |                               |                            |                                                        |
| FC東京 （6勝17敗） | 0 - 3 (21-25) (20-25) (19-25) | 堺ブレイザーズ （18勝5敗） | 東京体育館 観客数: 2,150人 主審: 村中伸 副審: 冨田博一 |
|                    |                               |                            | 東京体育館 観客数: 2,150人 主審: 村中伸 副審: 冨田博一 |

#### 3月6日
| 2011年3月6日 13:05               |                                               |                                       |                                                                    |
| サントリーサンバーズ （18勝6敗） | 3 - 2 (32-30) (27-25) (25-27) (21-25) (17-15) | パナソニック・パンサーズ （14勝10敗） | 小瀬スポーツ公園体育館 観客数: 1,886人 主審: 富田満 副審: 山本和良 |
|                                  |                                               |                                       | 小瀬スポーツ公園体育館 観客数: 1,886人 主審: 富田満 副審: 山本和良 |

| 2011年3月6日 16:10         |                               |                                  |                                                                      |
| 堺ブレイザーズ （19勝5敗） | 3 - 0 (25-17) (25-18) (25-20) | 豊田合成トレフェルサ （9勝15敗） | 小瀬スポーツ公園体育館 観客数: 1,886人 主審: 大塚達也 副審: 小野将人 |
|                            |                               |                                  | 小瀬スポーツ公園体育館 観客数: 1,886人 主審: 大塚達也 副審: 小野将人 |

| 2011年3月6日 13:00                   |                                       |                            |                                                          |
| 大分三好ヴァイセアドラー （3勝21敗） | 1 - 3 (12-25) (25-19) (15-25) (19-25) | 東レ・アローズ （15勝9敗） | 東京体育館 観客数: 1,620人 主審: 冨田博一 副審: 服部篤史 |
|                                      |                                       |                            | 東京体育館 観客数: 1,620人 主審: 冨田博一 副審: 服部篤史 |

| 2011年3月6日 15:15 |                               |                           |                                                        |
| FC東京 （6勝18敗） | 1 - 3 (21-25) (25-23) (22-25) | JTサンダーズ （12勝12敗） | 東京体育館 観客数: 2,050人 主審: 印藤智一 副審: 村中伸 |
|                    |                               |                           | 東京体育館 観客数: 2,050人 主審: 印藤智一 副審: 村中伸 |

#### 4Legの結果
| 順位 | チーム名                 | 試合数 | 勝数 | 敗数 | 勝率  | 備考           |
| ---- | ------------------------ | ------ | ---- | ---- | ----- | -------------- |
| 1    | 東レ・アローズ           | 3      | 3    | 0    | 1.000 |                |
| 2    | 堺ブレイザーズ           | 3      | 2    | 1    | 0.667 | セット率 2.333 |
| 3    | JTサンダーズ             | 3      | 2    | 1    | 0.667 | セット率 1.750 |
| 4    | パナソニック・パンサーズ | 3      | 2    | 1    | 0.667 | セット率 1.600 |
| 5    | サントリーサンバーズ     | 3      | 2    | 1    | 0.667 | セット率 1.000 |
| 6    | 大分三好ヴァイセアドラー | 3      | 1    | 2    | 0.333 |                |
| 7    | FC東京                   | 3      | 0    | 3    | 0.000 | セット率 0.222 |
| 8    | 豊田合成トレフェルサ     | 3      | 0    | 3    | 0.000 | セット率 0.111 |

### レギュラーラウンドの結果
| 順位 | チーム名                 | 試合数 | 勝数 | 敗数 | 勝率  | 備考 |
| ---- | ------------------------ | ------ | ---- | ---- | ----- | ---- |
| 1    | 堺ブレイザーズ           | 24     | 19   | 5    | 0.792 |      |
| 2    | サントリーサンバーズ     | 24     | 18   | 6    | 0.750 |      |
| 3    | 東レ・アローズ           | 24     | 15   | 9    | 0.625 |      |
| 4    | パナソニック・パンサーズ | 24     | 14   | 10   | 0.583 |      |
| 5    | JTサンダーズ             | 24     | 12   | 12   | 0.500 |      |
| 6    | 豊田合成トレフェルサ     | 24     | 9    | 15   | 0.375 |      |
| 7    | FC東京                   | 24     | 6    | 18   | 0.250 |      |
| 8    | 大分三好ヴァイセアドラー | 24     | 3    | 21   | 0.125 |      |

### セミファイナルラウンド
東日本大震災の影響により中止。

### ファイナルラウンド
東日本大震災の影響により中止。

### 最終順位
セミファイナル、ファイナルラウンド中止のため、レギュラーラウンドの最終結果がそのまま最終順位となった。
| 順位   | チーム名                 | 備考 |
| ------ | ------------------------ | ---- |
| 優勝   | 堺ブレイザーズ           |      |
| 準優勝 | サントリーサンバーズ     |      |
| 3      | 東レ・アローズ           |      |
| 4      | パナソニック・パンサーズ |      |
| 5      | JTサンダーズ             |      |
| 6      | 豊田合成トレフェルサ     |      |
| 7      | FC東京                   |      |
| 8      | 大分三好ヴァイセアドラー |      |

### 個人賞
| No. | 賞名             | 受賞者               | 所属チーム               | 備考                 |
| --- | ---------------- | -------------------- | ------------------------ | -------------------- |
| 1   | 優勝監督賞       | 酒井新悟             | 堺ブレイザーズ           |                      |
| 2   | 最高殊勲選手賞   | 石島雄介             | 堺ブレイザーズ           |                      |
| 3   | 敢闘賞           | 米山達也             | サントリーサンバーズ     |                      |
| 4   | 最優秀新人賞     | 岡本祥吾             | サントリーサンバーズ     |                      |
| 5   | ベスト6          | 石島雄介             | 堺ブレイザーズ           |                      |
| 5   | ベスト6          | エンダキ・エムブレイ | 堺ブレイザーズ           |                      |
| 5   | ベスト6          | 清水邦広             | パナソニック・パンサーズ |                      |
| 5   | ベスト6          | 鈴木寛史             | サントリーサンバーズ     |                      |
| 5   | ベスト6          | 富松崇彰             | 東レ・アローズ           |                      |
| 5   | ベスト6          | 今村駿               | 堺ブレイザーズ           |                      |
| 6   | ベストリベロ賞   | 永野健               | パナソニック・パンサーズ |                      |
| 7   | レシーブ賞       | 金子隆行             | サントリーサンバーズ     |                      |
| 8   | 得点王           | エルナルド・ゴメス   | JTサンダーズ             | 総得点=657点         |
| 9   | スパイク賞       | 清水邦広             | パナソニック・パンサーズ | 決定率=55.62%        |
| 10  | ブロック賞       | 富松崇彰             | 東レ・アローズ           | 決定本数=0.865本/set |
| 11  | サーブ賞         | エルナルド・ゴメス   | JTサンダーズ             | 効果率=19.4%         |
| 12  | サーブレシーブ賞 | 古賀幸一郎           | 豊田合成トレフェルサ     | 成功率=77.2%         |

### Vチャレンジ・マッチ（入替戦）
東日本大震災の影響により中止。

## 女子

### 参加チーム
| 前年順位 | チーム名                   | 備考 |
| -------- | -------------------------- | ---- |
| 1        | 東レ・アローズ             |      |
| 2        | JTマーヴェラス             |      |
| 3        | デンソー・エアリービーズ   |      |
| 4        | 久光製薬スプリングス       |      |
| 5        | NECレッドロケッツ          |      |
| 6        | 岡山シーガルズ             |      |
| 7        | トヨタ車体クインシーズ     |      |
| 8        | パイオニアレッドウィングス |      |

### 1Leg

#### 11月27日
| 2010年11月27日 14:00   |                               |                                    |                                                                  |
| 東レ・アローズ （1勝） | 3 - 0 (25-17) (25-19) (25-17) | パイオニアレッドウィングス （1敗） | リージョンプラザ上越 観客数: 3,300人 主審: 富田満 副審: 三見洋子 |
|                        |                               |                                    | リージョンプラザ上越 観客数: 3,300人 主審: 富田満 副審: 三見洋子 |

| 2010年11月27日 16:00   |                               |                           |                                                                    |
| 岡山シーガルズ （1敗） | 0 - 3 (26-28) (18-25) (30-32) | NECレッドロケッツ （1勝） | リージョンプラザ上越 観客数: 3,400人 主審: 村上成司 副審: 高野淳志 |
|                        |                               |                           | リージョンプラザ上越 観客数: 3,400人 主審: 村上成司 副審: 高野淳志 |

| 2010年11月27日 13:00             |                                       |                        |                                                                                              |
| デンソー・エアリービーズ （1勝） | 3 - 1 (11-25) (25-22) (25-23) (25-21) | JTマーヴェラス （1敗） | 神戸総合運動公園体育館（グリーンアリーナ神戸） 観客数: 2,200人 主審: 山本和良 副審: 北村友香 |
|                                  |                                       |                        | 神戸総合運動公園体育館（グリーンアリーナ神戸） 観客数: 2,200人 主審: 山本和良 副審: 北村友香 |

| 2010年11月27日 15:25         |                                               |                                |                                                                                            |
| 久光製薬スプリングス （1勝） | 3 - 2 (23-25) (25-21) (25-14) (21-25) (15-11) | トヨタ車体クインシーズ （1敗） | 神戸総合運動公園体育館（グリーンアリーナ神戸） 観客数: 2,200人 主審: 江下毅 副審: 田野敏彦 |
|                              |                                               |                                | 神戸総合運動公園体育館（グリーンアリーナ神戸） 観客数: 2,200人 主審: 江下毅 副審: 田野敏彦 |

#### 11月28日
| 2010年11月28日 13:00   |                               |                        |                                                              |
| 東レ・アローズ （2勝） | 3 - 0 (28-26) (25-21) (31-29) | 岡山シーガルズ （2敗） | 長岡市市民体育館 観客数: 2,200人 主審: 村上成司 副審: 富田満 |
|                        |                               |                        | 長岡市市民体育館 観客数: 2,200人 主審: 村上成司 副審: 富田満 |

| 2010年11月28日 15:21               |                       |                           |                                                                |
| パイオニアレッドウィングス （2敗） | 0 - 3 (21-25) (19-25) | NECレッドロケッツ （2勝） | 長岡市市民体育館 観客数: 2,200人 主審: 三見洋子 副審: 高野淳志 |
|                                    |                       |                           | 長岡市市民体育館 観客数: 2,200人 主審: 三見洋子 副審: 高野淳志 |

| 2010年11月28日 13:05   |                               |                                   |                                                                    |
| JTマーヴェラス （2敗） | 0 - 3 (17-25) (24-26) (23-25) | トヨタ車体クインシーズ （1勝1敗） | 加古川市立総合体育館 観客数: 2,200人 主審: 北村友香 副審: 山本和良 |
|                        |                               |                                   | 加古川市立総合体育館 観客数: 2,200人 主審: 北村友香 副審: 山本和良 |

| 2010年11月28日 15:25         |                                               |                                     |                                                                  |
| 久光製薬スプリングス （2勝） | 3 - 2 (25-27) (25-18) (25-21) (21-25) (15-13) | デンソー・エアリービーズ （1勝1敗） | 加古川市立総合体育館 観客数: 2,200人 主審: 田野敏彦 副審: 江下毅 |
|                              |                                               |                                     | 加古川市立総合体育館 観客数: 2,200人 主審: 田野敏彦 副審: 江下毅 |

#### 12月4日
| 2010年12月4日 14:00                 |                                               |                        |                                                                                  |
| デンソー・エアリービーズ （2勝1敗） | 3 - 2 (22-25) (18-25) (25-12) (25-21) (15-12) | 岡山シーガルズ （3敗） | 豊田市総合体育館（スカイホール豊田） 観客数: 1,640人 主審: 勝又正 副審: 高橋弘二 |
|                                     |                                               |                        | 豊田市総合体育館（スカイホール豊田） 観客数: 1,640人 主審: 勝又正 副審: 高橋弘二 |

| 2010年12月4日 16:50               |                               |                        |                                                                                  |
| トヨタ車体クインシーズ （1勝2敗） | 0 - 3 (13-25) (16-25) (18-25) | 東レ・アローズ （3勝） | 豊田市総合体育館（スカイホール豊田） 観客数: 1,550人 主審: 明井寿枝 副審: 江下毅 |
|                                   |                               |                        | 豊田市総合体育館（スカイホール豊田） 観客数: 1,550人 主審: 明井寿枝 副審: 江下毅 |

| 2010年12月4日 14:00       |                               |                                    |                                                                |
| JTマーヴェラス （1勝2敗） | 3 - 0 (25-22) (25-21) (25-22) | パイオニアレッドウィングス （3敗） | 佐賀県総合体育館 観客数: 2,162人 主審: 小野将人 副審: 溝口正勝 |
|                           |                               |                                    | 佐賀県総合体育館 観客数: 2,162人 主審: 小野将人 副審: 溝口正勝 |

| 2010年12月4日 16:00             |                                       |                           |                                                              |
| 久光製薬スプリングス （2勝1敗） | 1 - 3 (25-22) (27-29) (21-25) (20-25) | NECレッドロケッツ （3勝） | 佐賀県総合体育館 観客数: 2,493人 主審: 田野昭彦 副審: 澤達大 |
|                                 |                                       |                           | 佐賀県総合体育館 観客数: 2,493人 主審: 田野昭彦 副審: 澤達大 |

#### 12月5日
| 2010年12月5日 13:00                 |                                       |                           |                                                                                  |
| デンソー・エアリービーズ （3勝1敗） | 3 - 1 (25-20) (16-25) (25-22) (25-23) | 東レ・アローズ （3勝1敗） | 豊田市総合体育館（スカイホール豊田） 観客数: 1,750人 主審: 江下毅 副審: 明井寿枝 |
|                                     |                                       |                           | 豊田市総合体育館（スカイホール豊田） 観客数: 1,750人 主審: 江下毅 副審: 明井寿枝 |

| 2010年12月5日 15:35               |                               |                        |                                                                                  |
| トヨタ車体クインシーズ （2勝2敗） | 3 - 0 (25-22) (25-21) (32-30) | 岡山シーガルズ （4敗） | 豊田市総合体育館（スカイホール豊田） 観客数: 1,460人 主審: 高橋弘二 副審: 勝又正 |
|                                   |                               |                        | 豊田市総合体育館（スカイホール豊田） 観客数: 1,460人 主審: 高橋弘二 副審: 勝又正 |

| 2010年12月5日 13:00       |                               |                              |                                                                |
| JTマーヴェラス （2勝2敗） | 3 - 0 (25-20) (25-17) (27-25) | NECレッドロケッツ （3勝1敗） | 佐賀県総合体育館 観客数: 2,000人 主審: 小野将人 副審: 瀬戸隆英 |
|                           |                               |                              | 佐賀県総合体育館 観客数: 2,000人 主審: 小野将人 副審: 瀬戸隆英 |

| 2010年12月5日 15:00             |                                               |                                    |                                                              |
| 久光製薬スプリングス （3勝1敗） | 3 - 2 (25-14) (25-18) (21-25) (22-25) (15-13) | パイオニアレッドウィングス （4敗） | 佐賀県総合体育館 観客数: 2,677人 主審: 澤達大 副審: 田野昭彦 |
|                                 |                                               |                                    | 佐賀県総合体育館 観客数: 2,677人 主審: 澤達大 副審: 田野昭彦 |

#### 12月11日
| 2010年12月11日 13:05              |                               |                                    |                                                                            |
| トヨタ車体クインシーズ （3勝2敗） | 3 - 0 (26-24) (25-17) (25-20) | パイオニアレッドウィングス （5敗） | 山形県総合運動公園総合体育館 観客数: 3,200人 主審: 阿部広太郎 副審: 富田満 |
|                                   |                               |                                    | 山形県総合運動公園総合体育館 観客数: 3,200人 主審: 阿部広太郎 副審: 富田満 |

| 2010年12月11日 15:10         |                               |                                     |                                                                          |
| NECレッドロケッツ （3勝2敗） | 1 - 3 (16-25) (25-23) (23-25) | デンソー・エアリービーズ （4勝1敗） | 山形県総合運動公園総合体育館 観客数: 1,800人 主審: 村上成司 副審: 伊藤薫 |
|                              |                               |                                     | 山形県総合運動公園総合体育館 観客数: 1,800人 主審: 村上成司 副審: 伊藤薫 |

| 2010年12月11日 14:05            |                               |                        |                                                              |
| 久光製薬スプリングス （4勝1敗） | 3 - 0 (27-25) (25-20) (25-21) | 岡山シーガルズ （5敗） | 滋賀県立体育館 観客数: 2,655人 主審: 山本和良 副審: 佐野裕基 |
|                                 |                               |                        | 滋賀県立体育館 観客数: 2,655人 主審: 山本和良 副審: 佐野裕基 |

| 2010年12月11日 16:05      |               |                           |                                                            |
| JTマーヴェラス （2勝3敗） | 0 - 3 (21-25) | 東レ・アローズ （4勝1敗） | 滋賀県立体育館 観客数: 2,655人 主審: 塚本健 副審: 北村友香 |
|                           |               |                           | 滋賀県立体育館 観客数: 2,655人 主審: 塚本健 副審: 北村友香 |

#### 12月12日
| 2010年12月12日 12:00              |                                               |                              |                                                                          |
| トヨタ車体クインシーズ （3勝3敗） | 2 - 3 (20-25) (25-17) (26-24) (20-25) (15-17) | NECレッドロケッツ （4勝2敗） | 山形県総合運動公園総合体育館 観客数: 2,200人 主審: 村上成司 副審: 伊藤薫 |
|                                   |                                               |                              | 山形県総合運動公園総合体育館 観客数: 2,200人 主審: 村上成司 副審: 伊藤薫 |

| 2010年12月12日 14:50               |                                       |                                     |                                                                            |
| パイオニアレッドウィングス （6敗） | 1 - 3 (25-21) (21-25) (22-25) (17-25) | デンソー・エアリービーズ （5勝1敗） | 山形県総合運動公園総合体育館 観客数: 3,700人 主審: 富田満 副審: 阿部広太郎 |
|                                    |                                       |                                     | 山形県総合運動公園総合体育館 観客数: 3,700人 主審: 富田満 副審: 阿部広太郎 |

| 2010年12月12日 13:05      |                                       |                        |                                                          |
| JTマーヴェラス （3勝3敗） | 3 - 1 (25-20) (25-19) (15-25) (25-21) | 岡山シーガルズ （6敗） | 滋賀県立体育館 観客数: 2,132人 主審: 塚本健 副審: 原啓之 |
|                           |                                       |                        | 滋賀県立体育館 観客数: 2,132人 主審: 塚本健 副審: 原啓之 |

| 2010年12月12日 15:25            |                                       |                           |                                                              |
| 久光製薬スプリングス （4勝2敗） | 1 - 3 (19-25) (25-23) (23-25) (22-25) | 東レ・アローズ （5勝1敗） | 滋賀県立体育館 観客数: 2,132人 主審: 北村友香 副審: 山本和良 |
|                                 |                                       |                           | 滋賀県立体育館 観客数: 2,132人 主審: 北村友香 副審: 山本和良 |

#### 12月25日
| 2010年12月25日 14:00            |                               |                           |                                                                    |
| 久光製薬スプリングス （4勝3敗） | 0 - 3 (19-25) (17-25) (21-25) | JTマーヴェラス （4勝3敗） | 藤沢市秋葉台文化体育館 観客数: 1,100人 主審: 大塚達也 副審: 澤達大 |
|                                 |                               |                           | 藤沢市秋葉台文化体育館 観客数: 1,100人 主審: 大塚達也 副審: 澤達大 |

| 2010年12月25日 16:00                |                               |                                   |                                                                    |
| デンソー・エアリービーズ （5勝2敗） | 0 - 3 (22-25) (23-25) (20-25) | トヨタ車体クインシーズ （4勝3敗） | 藤沢市秋葉台文化体育館 観客数: 1,200人 主審: 勝又正 副審: 新田浩幸 |
|                                     |                               |                                   | 藤沢市秋葉台文化体育館 観客数: 1,200人 主審: 勝又正 副審: 新田浩幸 |

| 2010年12月25日 14:00      |                                               |                              |                                                                        |
| 東レ・アローズ （6勝1敗） | 3 - 2 (29-27) (20-25) (22-25) (25-13) (15-12) | NECレッドロケッツ （4勝3敗） | 浦安市運動公園総合体育館 観客数: 2,100人 主審: 田野昭彦 副審: 花野井茂 |
|                           |                                               |                              | 浦安市運動公園総合体育館 観客数: 2,100人 主審: 田野昭彦 副審: 花野井茂 |

| 2010年12月25日 16:40   |                               |                                       |                                                                    |
| 岡山シーガルズ （7敗） | 0 - 3 (19-25) (18-25) (22-25) | パイオニアレッドウィングス （1勝6敗） | 浦安市運動公園総合体育館 観客数: 2,000人 主審: 村中伸 副審: 富田満 |
|                        |                               |                                       | 浦安市運動公園総合体育館 観客数: 2,000人 主審: 村中伸 副審: 富田満 |

#### 1Legの結果
| 順位 | チーム名                   | 試合数 | 勝数 | 敗数 | 勝率  | 備考           |
| ---- | -------------------------- | ------ | ---- | ---- | ----- | -------------- |
| 1    | 東レ・アローズ             | 7      | 6    | 1    | 0.857 |                |
| 2    | デンソー・エアリービーズ   | 7      | 5    | 2    | 0.714 |                |
| 3    | トヨタ車体クインシーズ     | 7      | 4    | 3    | 0.571 | セット率 1.778 |
| 4    | JTマーヴェラス             | 7      | 4    | 3    | 0.571 | セット率 1.300 |
| 5    | NECレッドロケッツ          | 7      | 4    | 3    | 0.571 | セット率 1.250 |
| 6    | 久光製薬スプリングス       | 7      | 4    | 3    | 0.571 | セット率 0.933 |
| 7    | パイオニアレッドウィングス | 7      | 1    | 6    | 0.143 |                |
| 8    | 岡山シーガルズ             | 7      | 0    | 7    | 0.000 |                |

### 2Leg

#### 12月26日
| 2010年12月26日 13:05              |                                       |                           |                                                                |
| トヨタ車体クインシーズ （4勝4敗） | 1 - 3 (21-25) (25-16) (14-25) (23-25) | JTマーヴェラス （5勝3敗） | 藤沢市秋葉台文化体育館 観客数: 870人 主審: 澤達大 副審: 勝又正 |
|                                   |                                       |                           | 藤沢市秋葉台文化体育館 観客数: 870人 主審: 澤達大 副審: 勝又正 |

| 2010年12月26日 15:21                |                                               |                                 |                                                                      |
| デンソー・エアリービーズ （5勝3敗） | 2 - 3 (25-19) (25-12) (20-25) (17-25) (16-18) | 久光製薬スプリングス （5勝3敗） | 藤沢市秋葉台文化体育館 観客数: 1,100人 主審: 大塚達也 副審: 新田浩幸 |
|                                     |                                               |                                 | 藤沢市秋葉台文化体育館 観客数: 1,100人 主審: 大塚達也 副審: 新田浩幸 |

| 2010年12月26日 13:00      |                                       |                                       |                                                                      |
| 東レ・アローズ （6勝2敗） | 1 - 3 (25-17) (19-25) (23-25) (27-29) | パイオニアレッドウィングス （2勝6敗） | 浦安市運動公園総合体育館 観客数: 2,200人 主審: 富田満 副審: 蔭山優子 |
|                           |                                       |                                       | 浦安市運動公園総合体育館 観客数: 2,200人 主審: 富田満 副審: 蔭山優子 |

| 2010年12月26日 15:30         |                               |                           |                                                                      |
| NECレッドロケッツ （4勝4敗） | 0 - 3 (23-25) (16-25) (19-25) | 岡山シーガルズ （1勝7敗） | 浦安市運動公園総合体育館 観客数: 2,000人 主審: 村中伸 副審: 田野昭彦 |
|                              |                               |                           | 浦安市運動公園総合体育館 観客数: 2,000人 主審: 村中伸 副審: 田野昭彦 |

#### 1月8日
| 2011年1月8日 14:00           |                               |                           |                                                                |
| NECレッドロケッツ （4勝5敗） | 0 - 3 (17-25) (27-29) (19-25) | JTマーヴェラス （6勝3敗） | 西尾市総合体育館 観客数: 1,885人 主審: 石井洋壮 副審: 柘植知則 |
|                              |                               |                           | 西尾市総合体育館 観客数: 1,885人 主審: 石井洋壮 副審: 柘植知則 |

| 2011年1月8日 16:00                  |                                               |                                       |                                                                |
| デンソー・エアリービーズ （5勝4敗） | 2 - 3 (27-29) (25-19) (23-25) (25-12) (10-15) | パイオニアレッドウィングス （3勝6敗） | 西尾市総合体育館 観客数: 2,120人 主審: 明井寿枝 副審: 村上成司 |
|                                     |                                               |                                       | 西尾市総合体育館 観客数: 2,120人 主審: 明井寿枝 副審: 村上成司 |

| 2011年1月8日 14:05                |                       |                                 |                                                                                              |
| トヨタ車体クインシーズ （5勝4敗） | 3 - 0 (25-22) (25-19) | 久光製薬スプリングス （5勝4敗） | 岡山県総合グラウンド体育館（桃太郎アリーナ） 観客数: 2,300人 主審: 千代延靖夫 副審: 山本浩之 |
|                                   |                       |                                 | 岡山県総合グラウンド体育館（桃太郎アリーナ） 観客数: 2,300人 主審: 千代延靖夫 副審: 山本浩之 |

| 2011年1月8日 16:15        |                                       |                           |                                                                                          |
| 岡山シーガルズ （1勝8敗） | 1 - 3 (19-25) (25-21) (18-25) (27-29) | 東レ・アローズ （7勝2敗） | 岡山県総合グラウンド体育館（桃太郎アリーナ） 観客数: 2,800人 主審: 江下毅 副審: 小野将人 |
|                           |                                       |                           | 岡山県総合グラウンド体育館（桃太郎アリーナ） 観客数: 2,800人 主審: 江下毅 副審: 小野将人 |

#### 1月9日
| 2011年1月9日 13:00           |                               |                                       |                                                                |
| NECレッドロケッツ （5勝5敗） | 3 - 0 (25-19) (27-25) (25-20) | パイオニアレッドウィングス （3勝7敗） | 西尾市総合体育館 観客数: 1,810人 主審: 石井洋壮 副審: 柘植知則 |
|                              |                               |                                       | 西尾市総合体育館 観客数: 1,810人 主審: 石井洋壮 副審: 柘植知則 |

| 2011年1月9日 15:05                  |                               |                           |                                                                |
| デンソー・エアリービーズ （5勝5敗） | 0 - 3 (18-25) (14-25) (17-25) | JTマーヴェラス （7勝3敗） | 西尾市総合体育館 観客数: 2,210人 主審: 村上成司 副審: 明井寿枝 |
|                                     |                               |                           | 西尾市総合体育館 観客数: 2,210人 主審: 村上成司 副審: 明井寿枝 |

| 2011年1月9日 13:05        |                                               |                                 |                                                                                              |
| 東レ・アローズ （7勝3敗） | 2 - 3 (25-20) (20-25) (23-25) (25-18) (20-22) | 久光製薬スプリングス （6勝4敗） | 岡山県総合グラウンド体育館（桃太郎アリーナ） 観客数: 2,150人 主審: 千代延靖夫 副審: 武田祥憲 |
|                           |                                               |                                 | 岡山県総合グラウンド体育館（桃太郎アリーナ） 観客数: 2,150人 主審: 千代延靖夫 副審: 武田祥憲 |

| 2011年1月9日 16:00        |                               |                                   |                                                                                          |
| 岡山シーガルズ （1勝9敗） | 0 - 3 (18-25) (25-27) (15-25) | トヨタ車体クインシーズ （6勝4敗） | 岡山県総合グラウンド体育館（桃太郎アリーナ） 観客数: 2,600人 主審: 小野将人 副審: 江下毅 |
|                           |                               |                                   | 岡山県総合グラウンド体育館（桃太郎アリーナ） 観客数: 2,600人 主審: 小野将人 副審: 江下毅 |

#### 1月15日
| 2011年1月15日 14:00       |                                       |                                     |                                                                    |
| 東レ・アローズ （8勝3敗） | 3 - 1 (21-25) (27-25) (25-17) (25-15) | デンソー・エアリービーズ （5勝6敗） | 町田市立総合体育館 観客数: 2,000人 主審: 大塚達也 副審: 森山真理子 |
|                           |                                       |                                     | 町田市立総合体育館 観客数: 2,000人 主審: 大塚達也 副審: 森山真理子 |

| 2011年1月15日 16:30               |                               |                              |                                                                              |
| トヨタ車体クインシーズ （6勝5敗） | 1 - 3 (21-25) (25-21) (18-25) | NECレッドロケッツ （6勝5敗） | 町田市立総合体育館 観客数: 2,100人 主審: グレッグ・ルーオー 副審: 阿部広太郎 |
|                                   |                               |                              | 町田市立総合体育館 観客数: 2,100人 主審: グレッグ・ルーオー 副審: 阿部広太郎 |

| 2011年1月15日 14:00       |                               |                            |                                                            |
| JTマーヴェラス （8勝3敗） | 3 - 0 (25-14) (25-19) (25-17) | 岡山シーガルズ （1勝10敗） | 所沢市民体育館 観客数: 2,453人 主審: 澤達大 副審: 浅井唯由 |
|                           |                               |                            | 所沢市民体育館 観客数: 2,453人 主審: 澤達大 副審: 浅井唯由 |

| 2011年1月15日 16:00             |                                       |                                       |                                                              |
| 久光製薬スプリングス （7勝4敗） | 3 - 1 (25-22) (22-25) (25-22) (25-17) | パイオニアレッドウィングス （3勝8敗） | 所沢市民体育館 観客数: 1,726人 主審: 田中昭彦 副審: 山田道人 |
|                                 |                                       |                                       | 所沢市民体育館 観客数: 1,726人 主審: 田中昭彦 副審: 山田道人 |

#### 1月16日
| 2011年1月16日 13:05               |                                       |                                     |                                                                  |
| トヨタ車体クインシーズ （6勝6敗） | 1 - 3 (22-25) (18-25) (25-18) (11-25) | デンソー・エアリービーズ （6勝6敗） | 町田市立総合体育館 観客数: 1,450人 主審: 大塚達也 副審: 饗庭和恵 |
|                                   |                                       |                                     | 町田市立総合体育館 観客数: 1,450人 主審: 大塚達也 副審: 饗庭和恵 |

| 2011年1月16日 15:25       |                                       |                              |                                                                              |
| 東レ・アローズ （8勝4敗） | 1 - 3 (16-25) (21-25) (25-15) (29-31) | NECレッドロケッツ （7勝5敗） | 町田市立総合体育館 観客数: 2,300人 主審: 阿部広太郎 副審: グレッグ・ルーオー |
|                           |                                       |                              | 町田市立総合体育館 観客数: 2,300人 主審: 阿部広太郎 副審: グレッグ・ルーオー |

| 2011年1月16日 13:00       |                               |                                 |                                                              |
| JTマーヴェラス （9勝3敗） | 3 - 0 (29-27) (25-18) (25-22) | 久光製薬スプリングス （7勝5敗） | 所沢市民体育館 観客数: 1,885人 主審: 田中昭彦 副審: 浅井唯由 |
|                           |                               |                                 | 所沢市民体育館 観客数: 1,885人 主審: 田中昭彦 副審: 浅井唯由 |

| 2011年1月16日 15:05        |                               |                                       |                                                            |
| 岡山シーガルズ （1勝11敗） | 0 - 3 (21-25) (30-32) (18-25) | パイオニアレッドウィングス （4勝8敗） | 所沢市民体育館 観客数: 1,840人 主審: 山田道人 副審: 澤達大 |
|                            |                               |                                       | 所沢市民体育館 観客数: 1,840人 主審: 山田道人 副審: 澤達大 |

#### 1月22日
| 2011年1月22日 13:00        |                                       |                                 |                                                                              |
| 岡山シーガルズ （1勝12敗） | 1 - 3 (13-25) (22-25) (25-22) (12-25) | 久光製薬スプリングス （8勝5敗） | 加古川市立総合体育館 観客数: 2,500人 主審: 明井寿枝 副審: グレッグ・ルーオー |
|                            |                                       |                                 | 加古川市立総合体育館 観客数: 2,500人 主審: 明井寿枝 副審: グレッグ・ルーオー |

| 2011年1月22日 15:30                 |                               |                              |                                                                  |
| デンソー・エアリービーズ （6勝7敗） | 0 - 3 (14-25) (26-28) (21-25) | NECレッドロケッツ （8勝5敗） | 加古川市立総合体育館 観客数: 2,000人 主審: 江下毅 副審: 荒木和仁 |
|                                     |                               |                              | 加古川市立総合体育館 観客数: 2,000人 主審: 江下毅 副審: 荒木和仁 |

| 2011年1月22日 14:00       |                                       |                                   |                                                            |
| 東レ・アローズ （9勝4敗） | 3 - 1 (25-23) (25-13) (28-30) (25-23) | トヨタ車体クインシーズ （6勝7敗） | 青森県武道館 観客数: 2,500人 主審: 阿部広太郎 副審: 酒出修 |
|                           |                                       |                                   | 青森県武道館 観客数: 2,500人 主審: 阿部広太郎 副審: 酒出修 |

| 2011年1月22日 16:35        |                               |                                       |                                                            |
| JTマーヴェラス （10勝3敗） | 3 - 0 (25-23) (25-19) (25-21) | パイオニアレッドウィングス （4勝9敗） | 青森県武道館 観客数: 2,553人 主審: 田中昭彦 副審: 大塚達也 |
|                            |                               |                                       | 青森県武道館 観客数: 2,553人 主審: 田中昭彦 副審: 大塚達也 |

#### 1月23日
| 2011年1月23日 13:00          |                                       |                                 | |
| NECレッドロケッツ （8勝6敗） | 1 - 3 (18-25) (25-19) (15-25) (23-25) | 久光製薬スプリングス （9勝5敗） | 神戸総合運動公園体育館（グリーンアリーナ神戸） 観客数: 2,300人 主審: グレッグ・ルーオー 副審: 明井寿枝 |
|                              |                                       |                                 | 神戸総合運動公園体育館（グリーンアリーナ神戸） 観客数: 2,300人 主審: グレッグ・ルーオー 副審: 明井寿枝 |

| 2011年1月23日 15:30        |                               |                                     |                                                                                            |
| 岡山シーガルズ （1勝13敗） | 0 - 3 (18-25) (14-25) (23-25) | デンソー・エアリービーズ （7勝7敗） | 神戸総合運動公園体育館（グリーンアリーナ神戸） 観客数: 2,300人 主審: 江下毅 副審: 荒木和仁 |
|                            |                               |                                     | 神戸総合運動公園体育館（グリーンアリーナ神戸） 観客数: 2,300人 主審: 江下毅 副審: 荒木和仁 |

| 2011年1月23日 12:00       |                               |                            |                                                            |
| 東レ・アローズ （9勝5敗） | 0 - 3 (18-25) (15-25) (21-25) | JTマーヴェラス （11勝3敗） | 青森県武道館 観客数: 3,422人 主審: 酒出修 副審: 阿部広太郎 |
|                           |                               |                            | 青森県武道館 観客数: 3,422人 主審: 酒出修 副審: 阿部広太郎 |

| 2011年1月23日 14:00               |                                       |                                       |                                                            |
| トヨタ車体クインシーズ （6勝8敗） | 1 - 3 (25-18) (19-25) (23-25) (13-25) | パイオニアレッドウィングス （5勝9敗） | 青森県武道館 観客数: 3,518人 主審: 大塚達也 副審: 田中昭彦 |
|                                   |                                       |                                       | 青森県武道館 観客数: 3,518人 主審: 大塚達也 副審: 田中昭彦 |

#### 2Legの結果
| 順位 | チーム名                   | 試合数 | 勝数 | 敗数 | 勝率  | 備考           |
| ---- | -------------------------- | ------ | ---- | ---- | ----- | -------------- |
| 1    | JTマーヴェラス             | 7      | 7    | 0    | 1.000 |                |
| 2    | 久光製薬スプリングス       | 7      | 5    | 2    | 0.714 |                |
| 3    | NECレッドロケッツ          | 7      | 4    | 3    | 0.571 | セット率 1.182 |
| 4    | パイオニアレッドウィングス | 7      | 4    | 3    | 0.571 | セット率 1.000 |
| 5    | 東レ・アローズ             | 7      | 3    | 4    | 0.429 |                |
| 6    | トヨタ車体クインシーズ     | 7      | 2    | 5    | 0.286 | セット率 0.733 |
| 7    | デンソー・エアリービーズ   | 7      | 2    | 5    | 0.286 | セット率 0.688 |
| 8    | 岡山シーガルズ             | 7      | 1    | 6    | 0.143 |                |

### 3Leg

#### 1月29日
| 2011年1月29日 14:00        |                               |                                        |                                                                                              |
| JTマーヴェラス （12勝3敗） | 3 - 0 (25-22) (25-19) (25-22) | パイオニアレッドウィングス （5勝10敗） | 刈谷市総合運動公園体育館（ウィングアリーナ刈谷） 観客数: 1,920人 主審: 村中伸 副審: 柘植知則 |
|                            |                               |                                        | 刈谷市総合運動公園体育館（ウィングアリーナ刈谷） 観客数: 1,920人 主審: 村中伸 副審: 柘植知則 |

| 2011年1月29日 16:05               |                               |                            |                                                                                              |
| トヨタ車体クインシーズ （6勝9敗） | 0 - 3 (12-25) (23-25) (25-27) | 東レ・アローズ （10勝5敗） | 刈谷市総合運動公園体育館（ウィングアリーナ刈谷） 観客数: 2,090人 主審: 石井洋壮 副審: 江下毅 |
|                                   |                               |                            | 刈谷市総合運動公園体育館（ウィングアリーナ刈谷） 観客数: 2,090人 主審: 石井洋壮 副審: 江下毅 |

| 2011年1月29日 14:00                 |                                               |                                 |                                                                    |
| デンソー・エアリービーズ （8勝7敗） | 3 - 2 (25-23) (25-16) (22-25) (23-25) (15-13) | 久光製薬スプリングス （9勝6敗） | 川崎市とどろきアリーナ 観客数: 900人 主審: 中馬義郎 副審: 新田浩幸 |
|                                     |                                               |                                 | 川崎市とどろきアリーナ 観客数: 900人 主審: 中馬義郎 副審: 新田浩幸 |

| 2011年1月29日 16:53        |                                       |                              |                                                                    |
| 岡山シーガルズ （1勝14敗） | 1 - 3 (21-25) (27-29) (25-19) (21-25) | NECレッドロケッツ （9勝6敗） | 川崎市とどろきアリーナ 観客数: 1,500人 主審: 田野昭彦 副審: 澤達大 |
|                            |                                       |                              | 川崎市とどろきアリーナ 観客数: 1,500人 主審: 田野昭彦 副審: 澤達大 |

#### 1月30日
| 2011年1月30日 13:00        |                                       |                            |                                                                                                |
| 東レ・アローズ （11勝5敗） | 3 - 1 (25-20) (25-23) (18-25) (25-20) | JTマーヴェラス （12勝4敗） | 刈谷市総合運動公園体育館（ウィングアリーナ刈谷） 観客数: 2,410人 主審: 石井洋壮 副審: 柘植知則 |
|                            |                                       |                            | 刈谷市総合運動公園体育館（ウィングアリーナ刈谷） 観客数: 2,410人 主審: 石井洋壮 副審: 柘植知則 |

| 2011年1月30日 15:30                |                                               |                                        |                                                                                            |
| トヨタ車体クインシーズ （6勝10敗） | 2 - 3 (25-19) (23-25) (25-23) (19-25) (17-19) | パイオニアレッドウィングス （6勝10敗） | 刈谷市総合運動公園体育館（ウィングアリーナ刈谷） 観客数: 2,750人 主審: 江下毅 副審: 村中伸 |
|                                    |                                               |                                        | 刈谷市総合運動公園体育館（ウィングアリーナ刈谷） 観客数: 2,750人 主審: 江下毅 副審: 村中伸 |

| 2011年1月30日 13:00                 |                       |                            |                                                                    |
| デンソー・エアリービーズ （9勝7敗） | 3 - 0 (25-21) (25-17) | 岡山シーガルズ （1勝15敗） | 川崎市とどろきアリーナ 観客数: 1,000人 主審: 澤達大 副審: 中馬義郎 |
|                                     |                       |                            | 川崎市とどろきアリーナ 観客数: 1,000人 主審: 澤達大 副審: 中馬義郎 |

| 2011年1月30日 15:05             |                               |                               |                                                                      |
| 久光製薬スプリングス （9勝7敗） | 0 - 3 (17-25) (18-25) (23-25) | NECレッドロケッツ （10勝6敗） | 川崎市とどろきアリーナ 観客数: 1,700人 主審: 田野昭彦 副審: 新田浩幸 |
|                                 |                               |                               | 川崎市とどろきアリーナ 観客数: 1,700人 主審: 田野昭彦 副審: 新田浩幸 |

#### 2月5日
| 2011年2月5日 14:00         |                                               |                                  |                                                                                              |
| 東レ・アローズ （11勝6敗） | 2 - 3 (31-29) (25-19) (21-25) (29-31) (12-15) | 久光製薬スプリングス （10勝7敗） | 薩摩川内市総合体育館（サンアリーナせんだい） 観客数: 2,240人 主審: 田野昭彦 副審: あべ松真由 |
|                            |                                               |                                  | 薩摩川内市総合体育館（サンアリーナせんだい） 観客数: 2,240人 主審: 田野昭彦 副審: あべ松真由 |

| 2011年2月5日 17:00            |                                       |                            |                                                                                          |
| NECレッドロケッツ （10勝7敗） | 1 - 3 (25-22) (22-25) (18-25) (21-25) | JTマーヴェラス （13勝4敗） | 薩摩川内市総合体育館（サンアリーナせんだい） 観客数: 2,540人 主審: 中馬義郎 副審: 塚本健 |
|                               |                                       |                            | 薩摩川内市総合体育館（サンアリーナせんだい） 観客数: 2,540人 主審: 中馬義郎 副審: 塚本健 |

| 2011年2月5日 14:05                     |                                               |                                     |                                                                |
| パイオニアレッドウィングス （7勝10敗） | 3 - 2 (21-25) (25-19) (25-22) (21-25) (22-20) | デンソー・エアリービーズ （9勝8敗） | 高梁市民体育館 観客数: 1,250人 主審: 田野敏彦 副審: 千代延靖夫 |
|                                        |                                               |                                     | 高梁市民体育館 観客数: 1,250人 主審: 田野敏彦 副審: 千代延靖夫 |

| 2011年2月5日 16:50         |                                       |                                    |                                                              |
| 岡山シーガルズ （1勝16敗） | 1 - 3 (25-18) (27-29) (19-25) (16-25) | トヨタ車体クインシーズ （7勝10敗） | 高梁市民体育館 観客数: 1,450人 主審: 北村友香 副審: 冨田博一 |
|                            |                                       |                                    | 高梁市民体育館 観客数: 1,450人 主審: 北村友香 副審: 冨田博一 |

#### 2月6日
| 2011年2月6日 13:05         |                                               |                               |                                                              |
| 東レ・アローズ （11勝7敗） | 2 - 3 (23-25) (22-25) (25-15) (25-23) (10-15) | NECレッドロケッツ （11勝7敗） | 鹿児島アリーナ 観客数: 3,800人 主審: 田野昭彦 副審: 木内誠二 |
|                            |                                               |                               | 鹿児島アリーナ 観客数: 3,800人 主審: 田野昭彦 副審: 木内誠二 |

| 2011年2月6日 15:40         |                                              |                                  |                                                            |
| JTマーヴェラス （14勝4敗） | 3 - 2 (21-25) (23-25) (26-24) (25-17) (15-7) | 久光製薬スプリングス （10勝8敗） | 鹿児島アリーナ 観客数: 3,800人 主審: 塚本健 副審: 中馬義郎 |
|                            |                                              |                                  | 鹿児島アリーナ 観客数: 3,800人 主審: 塚本健 副審: 中馬義郎 |

| 2011年2月6日 13:00                  |                               |                                    |                                                                |
| デンソー・エアリービーズ （9勝9敗） | 0 - 3 (14-25) (19-25) (18-25) | トヨタ車体クインシーズ （8勝10敗） | 笠岡総合体育館 観客数: 1,800人 主審: 千代延靖夫 副審: 田野敏彦 |
|                                     |                               |                                    | 笠岡総合体育館 観客数: 1,800人 主審: 千代延靖夫 副審: 田野敏彦 |

| 2011年2月6日 15:05         |                                       |                                        |                                                              |
| 岡山シーガルズ （1勝17敗） | 1 - 3 (25-22) (17-25) (22-25) (25-27) | パイオニアレッドウィングス （8勝10敗） | 笠岡総合体育館 観客数: 2,100人 主審: 冨田博一 副審: 北村友香 |
|                            |                                       |                                        | 笠岡総合体育館 観客数: 2,100人 主審: 冨田博一 副審: 北村友香 |

#### 2月12日
| 2011年2月12日 13:00                  |                       |                            |                                                                            |
| デンソー・エアリービーズ （9勝10敗） | 0 - 3 (18-25) (23-25) | JTマーヴェラス （15勝4敗） | 姫路市立中央体育館 観客数: 3,000人 主審: 明井寿枝 副審: グレッグ・ルーオー |
|                                      |                       |                            | 姫路市立中央体育館 観客数: 3,000人 主審: 明井寿枝 副審: グレッグ・ルーオー |

| 2011年2月12日 15:00                |                               |                               |                                                                  |
| トヨタ車体クインシーズ （9勝10敗） | 3 - 0 (25-16) (25-22) (25-17) | NECレッドロケッツ （11勝8敗） | 姫路市立中央体育館 観客数: 2,500人 主審: 田野敏彦 副審: 長堂篤史 |
|                                    |                               |                               | 姫路市立中央体育館 観客数: 2,500人 主審: 田野敏彦 副審: 長堂篤史 |

| 2011年2月12日 14:00        |                               |                            |                                                                            |
| 東レ・アローズ （12勝7敗） | 3 - 0 (25-17) (25-23) (25-21) | 岡山シーガルズ （1勝18敗） | 山形県総合運動公園総合体育館 観客数: 2,800人 主審: 阿部広太郎 副審: 伊藤薫 |
|                            |                               |                            | 山形県総合運動公園総合体育館 観客数: 2,800人 主審: 阿部広太郎 副審: 伊藤薫 |

| 2011年2月12日 16:00                    |                               |                                  |                                                                            |
| パイオニアレッドウィングス （8勝11敗） | 0 - 3 (16-25) (24-26) (23-25) | 久光製薬スプリングス （11勝8敗） | 山形県総合運動公園総合体育館 観客数: 3,550人 主審: 村上成司 副審: 高橋宏明 |
|                                        |                               |                                  | 山形県総合運動公園総合体育館 観客数: 3,550人 主審: 村上成司 副審: 高橋宏明 |

#### 2月13日
| 2011年2月13日 13:05        |                                       |                                        |                                                                              |
| 東レ・アローズ （13勝7敗） | 3 - 1 (22-25) (25-15) (25-20) (25-21) | パイオニアレッドウィングス （8勝12敗） | 山形県総合運動公園総合体育館 観客数: 4,750人 主審: 阿部広太郎 副審: 高橋宏明 |
|                            |                                       |                                        | 山形県総合運動公園総合体育館 観客数: 4,750人 主審: 阿部広太郎 副審: 高橋宏明 |

| 2011年2月13日 15:30        |                                               |                                  |                                                                          |
| 岡山シーガルズ （1勝19敗） | 2 - 3 (25-20) (20-25) (25-17) (17-25) (13-15) | 久光製薬スプリングス （12勝8敗） | 山形県総合運動公園総合体育館 観客数: 1,200人 主審: 村上成司 副審: 伊藤薫 |
|                            |                                               |                                  | 山形県総合運動公園総合体育館 観客数: 1,200人 主審: 村上成司 副審: 伊藤薫 |

| 2011年2月13日 13:00        |                                       |                                    |                                                                            |
| JTマーヴェラス （16勝4敗） | 3 - 1 (21-25) (25-20) (25-18) (25-22) | トヨタ車体クインシーズ （9勝11敗） | ベイコム総合体育館 観客数: 3,300人 主審: グレッグ・ルーオー 副審: 明井寿枝 |
|                            |                                       |                                    | ベイコム総合体育館 観客数: 3,300人 主審: グレッグ・ルーオー 副審: 明井寿枝 |

| 2011年2月13日 15:30                  |                               |                               |                                                                  |
| デンソー・エアリービーズ （9勝11敗） | 0 - 3 (23-25) (22-25) (12-25) | NECレッドロケッツ （12勝8敗） | ベイコム総合体育館 観客数: 3,000人 主審: 田野敏彦 副審: 長堂篤史 |
|                                      |                               |                               | ベイコム総合体育館 観客数: 3,000人 主審: 田野敏彦 副審: 長堂篤史 |

#### 2月19日
| 2011年2月19日 14:00        |                               |                            |                                                                |
| JTマーヴェラス （17勝4敗） | 3 - 0 (25-23) (25-12) (25-18) | 岡山シーガルズ （1勝20敗） | 佐賀県総合体育館 観客数: 1,678人 主審: 代居正巳 副審: 溝口正勝 |
|                            |                               |                            | 佐賀県総合体育館 観客数: 1,678人 主審: 代居正巳 副審: 溝口正勝 |

| 2011年2月19日 16:00              |                               |                                    |                                                                |
| 久光製薬スプリングス （13勝8敗） | 3 - 0 (25-21) (25-22) (25-16) | トヨタ車体クインシーズ （9勝12敗） | 佐賀県総合体育館 観客数: 1,913人 主審: 田野昭彦 副審: 中馬義郎 |
|                                  |                               |                                    | 佐賀県総合体育館 観客数: 1,913人 主審: 田野昭彦 副審: 中馬義郎 |

| 2011年2月19日 14:05                  |                               |                            |                                                          |
| デンソー・エアリービーズ （9勝12敗） | 0 - 3 (21-25) (14-25) (16-25) | 東レ・アローズ （14勝7敗） | 東京体育館 観客数: 2,700人 主審: 石井洋壮 副審: 水間絵美 |
|                                      |                               |                            | 東京体育館 観客数: 2,700人 主審: 石井洋壮 副審: 水間絵美 |

| 2011年2月19日 16:05           |                                               |                                        |                                                            |
| NECレッドロケッツ （12勝9敗） | 2 - 3 (25-17) (19-25) (25-19) (17-25) (13-15) | パイオニアレッドウィングス （9勝12敗） | 東京体育館 観客数: 2,870人 主審: 阿部広太郎 副審: 田野敏彦 |
|                               |                                               |                                        | 東京体育館 観客数: 2,870人 主審: 阿部広太郎 副審: 田野敏彦 |

#### 3Legの結果
| 順位 | チーム名                   | 試合数 | 勝数 | 敗数 | 勝率  | 備考           |
| ---- | -------------------------- | ------ | ---- | ---- | ----- | -------------- |
| 1    | JTマーヴェラス             | 7      | 6    | 1    | 0.857 |                |
| 2    | 東レ・アローズ             | 7      | 5    | 2    | 0.714 |                |
| 3    | NECレッドロケッツ          | 7      | 4    | 3    | 0.571 | セット率 1.250 |
| 4    | 久光製薬スプリングス       | 7      | 4    | 3    | 0.571 | セット率 1.231 |
| 5    | パイオニアレッドウィングス | 7      | 4    | 3    | 0.571 | セット率 0.813 |
| 6    | トヨタ車体クインシーズ     | 7      | 3    | 4    | 0.429 |                |
| 7    | デンソー・エアリービーズ   | 7      | 2    | 5    | 0.286 |                |
| 8    | 岡山シーガルズ             | 7      | 0    | 7    | 0.000 |                |

### 4Leg

#### 2月20日
| 2011年2月20日 13:00        |                                       |                                    |                                                                |
| JTマーヴェラス （18勝4敗） | 3 - 1 (23-25) (27-25) (25-16) (25-17) | トヨタ車体クインシーズ （9勝13敗） | 佐賀県総合体育館 観客数: 1,470人 主審: 代居正巳 副審: 瀬戸隆英 |
|                            |                                       |                                    | 佐賀県総合体育館 観客数: 1,470人 主審: 代居正巳 副審: 瀬戸隆英 |

| 2011年2月20日 15:25              |                                               |                            |                                                                |
| 久光製薬スプリングス （14勝8敗） | 3 - 2 (21-25) (22-25) (25-15) (25-19) (15-10) | 岡山シーガルズ （1勝21敗） | 佐賀県総合体育館 観客数: 2,226人 主審: 中馬義郎 副審: 田野昭彦 |
|                                  |                                               |                            | 佐賀県総合体育館 観客数: 2,226人 主審: 中馬義郎 副審: 田野昭彦 |

| 2011年2月20日 13:05            |                               |                            |                                                            |
| NECレッドロケッツ （12勝10敗） | 0 - 3 (15-25) (21-25) (20-25) | 東レ・アローズ （15勝7敗） | 東京体育館 観客数: 2,780人 主審: 田野敏彦 副審: 阿部広太郎 |
|                                |                               |                            | 東京体育館 観客数: 2,780人 主審: 田野敏彦 副審: 阿部広太郎 |

| 2011年2月20日 14:55                    |                                              |                                       |                                                            |
| パイオニアレッドウィングス （9勝13敗） | 2 - 3 (19-25) (25-23) (25-19) (13-25) (8-15) | デンソー・エアリービーズ （10勝12敗） | 東京体育館 観客数: 2,700人 主審: 石井洋壮 副審: 薄井真知子 |
|                                        |                                              |                                       | 東京体育館 観客数: 2,700人 主審: 石井洋壮 副審: 薄井真知子 |

#### 2月26日
| 2011年2月26日 14:00                   |                                       |                                     |                                                                  |
| デンソー・エアリービーズ （10勝13敗） | 1 - 3 (25-22) (21-25) (23-25) (22-25) | トヨタ車体クインシーズ （10勝13敗） | 川崎市とどろきアリーナ 観客数: 900人 主審: 澤達大 副審: 新田浩幸 |
|                                       |                                       |                                     | 川崎市とどろきアリーナ 観客数: 900人 主審: 澤達大 副審: 新田浩幸 |

| 2011年2月26日 16:35        |                                              |                                |                                                                    |
| 岡山シーガルズ （1勝22敗） | 2 - 3 (16-25) (25-21) (14-25) (25-22) (8-15) | NECレッドロケッツ （13勝10敗） | 川崎市とどろきアリーナ 観客数: 1,200人 主審: 村上成司 副審: 江下毅 |
|                            |                                              |                                | 川崎市とどろきアリーナ 観客数: 1,200人 主審: 村上成司 副審: 江下毅 |

| 2011年2月26日 14:00                    |                                       |                                  |                                                                          |
| パイオニアレッドウィングス （9勝14敗） | 1 - 3 (21-25) (25-14) (11-25) (20-25) | 久光製薬スプリングス （15勝8敗） | いしかわ総合スポーツセンター 観客数: 2,768人 主審: 田野昭彦 副審: 富田満 |
|                                        |                                       |                                  | いしかわ総合スポーツセンター 観客数: 2,768人 主審: 田野昭彦 副審: 富田満 |

| 2011年2月26日 16:25        |                                       |                            |                                                                            |
| 東レ・アローズ （16勝7敗） | 3 - 2 (21-25) (25-21) (23-25) (15-13) | JTマーヴェラス （18勝5敗） | いしかわ総合スポーツセンター 観客数: 3,326人 主審: 大塚達也 副審: 三見洋子 |
|                            |                                       |                            | いしかわ総合スポーツセンター 観客数: 3,326人 主審: 大塚達也 副審: 三見洋子 |

#### 2月27日
| 2011年2月27日 13:00                   |                                              |                            |                                                                    |
| デンソー・エアリービーズ （11勝13敗） | 3 - 2 (25-23) (25-13) (25-27) (21-25) (15-9) | 岡山シーガルズ （1勝23敗） | 川崎市とどろきアリーナ 観客数: 800人 主審: 村上成司 副審: 新田浩幸 |
|                                       |                                              |                            | 川崎市とどろきアリーナ 観客数: 800人 主審: 村上成司 副審: 新田浩幸 |

| 2011年2月27日 15:55                 |                                       |                                |                                                                  |
| トヨタ車体クインシーズ （10勝14敗） | 1 - 3 (21-25) (25-16) (16-25) (13-25) | NECレッドロケッツ （14勝10敗） | 川崎市とどろきアリーナ 観客数: 1,600人 主審: 江下毅 副審: 澤達大 |
|                                     |                                       |                                | 川崎市とどろきアリーナ 観客数: 1,600人 主審: 江下毅 副審: 澤達大 |

| 2011年2月27日 13:00                    |                               |                            |                                                                          |
| パイオニアレッドウィングス （9勝15敗） | 0 - 3 (19-25) (20-25) (19-25) | JTマーヴェラス （19勝5敗） | いしかわ総合スポーツセンター 観客数: 2,304人 主審: 富田満 副審: 大塚達也 |
|                                        |                               |                            | いしかわ総合スポーツセンター 観客数: 2,304人 主審: 富田満 副審: 大塚達也 |

| 2011年2月27日 15:00        |                                       |                                  |                                                                            |
| 東レ・アローズ （17勝7敗） | 3 - 1 (25-14) (22-25) (25-21) (25-12) | 久光製薬スプリングス （15勝9敗） | いしかわ総合スポーツセンター 観客数: 2,885人 主審: 三見洋子 副審: 田野昭彦 |
|                            |                                       |                                  | いしかわ総合スポーツセンター 観客数: 2,885人 主審: 三見洋子 副審: 田野昭彦 |

#### 3月5日
| 2011年3月5日 14:00                  |                               |                            |                                                            |
| トヨタ車体クインシーズ （11勝14敗） | 3 - 0 (25-23) (25-16) (25-21) | 岡山シーガルズ （1勝24敗） | 愛媛県武道館 観客数: 2,100人 主審: 石井洋壮 副審: 門田典久 |
|                                     |                               |                            | 愛媛県武道館 観客数: 2,100人 主審: 石井洋壮 副審: 門田典久 |

| 2011年3月5日 16:05         |                                       |                                        |                                                          |
| 東レ・アローズ （18勝7敗） | 3 - 2 (25-18) (20-25) (23-25) (15-12) | パイオニアレッドウィングス （9勝16敗） | 愛媛県武道館 観客数: 2,600人 主審: 田野昭彦 副審: 江下毅 |
|                            |                                       |                                        | 愛媛県武道館 観客数: 2,600人 主審: 田野昭彦 副審: 江下毅 |

| 2011年3月5日 14:00             |                                       |                                  |                                                                |
| NECレッドロケッツ （14勝11敗） | 1 - 3 (24-26) (25-22) (21-25) (19-25) | 久光製薬スプリングス （16勝9敗） | 大阪市中央体育館 観客数: 2,200人 主審: 田野敏彦 副審: 西中野健 |
|                                |                                       |                                  | 大阪市中央体育館 観客数: 2,200人 主審: 田野敏彦 副審: 西中野健 |

| 2011年3月5日 16:25         |                                     |                                       |                                                              |
| JTマーヴェラス （19勝6敗） | 2 - 3 (21-25) (25-8) (25-18) (9-15) | デンソー・エアリービーズ （12勝13敗） | 大阪市中央体育館 観客数: 2,500人 主審: 北村友香 副審: 塚本健 |
|                            |                                     |                                       | 大阪市中央体育館 観客数: 2,500人 主審: 北村友香 副審: 塚本健 |

#### 3月6日
| 2011年3月6日 13:00                    |                                       |                                |                                                                |
| デンソー・エアリービーズ （12勝14敗） | 1 - 3 (23-25) (19-25) (25-22) (15-25) | NECレッドロケッツ （15勝11敗） | 大阪市中央体育館 観客数: 2,200人 主審: 田野敏彦 副審: 西中野健 |
|                                       |                                       |                                | 大阪市中央体育館 観客数: 2,200人 主審: 田野敏彦 副審: 西中野健 |

| 2011年3月6日 15:16         |                                       |                                   |                                                              |
| JTマーヴェラス （20勝6敗） | 3 - 1 (18-25) (25-23) (25-22) (29-27) | 久光製薬スプリングス （16勝10敗） | 大阪市中央体育館 観客数: 2,850人 主審: 塚本健 副審: 北村友香 |
|                            |                                       |                                   | 大阪市中央体育館 観客数: 2,850人 主審: 塚本健 副審: 北村友香 |

| 2011年3月6日 13:00                  |                                               |                                        |                                                            |
| トヨタ車体クインシーズ （12勝14敗） | 3 - 2 (23-25) (25-19) (25-15) (22-25) (15-13) | パイオニアレッドウィングス （9勝17敗） | 愛媛県武道館 観客数: 1,900人 主審: 石井洋壮 副審: 田野昭彦 |
|                                     |                                               |                                        | 愛媛県武道館 観客数: 1,900人 主審: 石井洋壮 副審: 田野昭彦 |

| 2011年3月6日 15:55         |                               |                            |                                                          |
| 東レ・アローズ （19勝7敗） | 3 - 0 (25-18) (25-15) (25-21) | 岡山シーガルズ （1勝25敗） | 愛媛県武道館 観客数: 2,500人 主審: 江下毅 副審: 門田典久 |
|                            |                               |                            | 愛媛県武道館 観客数: 2,500人 主審: 江下毅 副審: 門田典久 |

#### 3月12日
中止

#### 3月13日
中止

#### 4Legの結果
| 順位 | チーム名                   | 試合数 | 勝数 | 敗数 | 勝率  | 備考           |
| ---- | -------------------------- | ------ | ---- | ---- | ----- | -------------- |
| 1    | 東レ・アローズ             | 5      | 5    | 0    | 1.000 |                |
| 2    | JTマーヴェラス             | 5      | 3    | 2    | 0.600 | セット率 1.625 |
| 3    | トヨタ車体クインシーズ     | 5      | 3    | 2    | 0.600 | セット率 1.222 |
| 4    | 久光製薬スプリングス       | 5      | 3    | 2    | 0.600 | セット率 1.100 |
| 5    | NECレッドロケッツ          | 5      | 3    | 2    | 0.600 | セット率 1.000 |
| 6    | デンソー・エアリービーズ   | 5      | 3    | 2    | 0.600 | セット率 0.917 |
| 7    | パイオニアレッドウィングス | 5      | 0    | 5    | 0.000 | セット率 0.467 |
| 8    | 岡山シーガルズ             | 5      | 0    | 5    | 0.000 | セット率 0.400 |

### レギュラーラウンドの結果
| 順位 | チーム名                   | 試合数 | 勝数 | 敗数 | 勝率  | 備考 |
| ---- | -------------------------- | ------ | ---- | ---- | ----- | ---- |
| 1    | JTマーヴェラス             | 26     | 20   | 6    | 0.769 |      |
| 2    | 東レ・アローズ             | 26     | 19   | 7    | 0.731 |      |
| 3    | 久光製薬スプリングス       | 26     | 16   | 10   | 0.615 |      |
| 4    | NECレッドロケッツ          | 26     | 15   | 11   | 0.577 |      |
| 5    | トヨタ車体クインシーズ     | 26     | 12   | 14   | 0.462 |      |
| 6    | デンソー・エアリービーズ   | 26     | 12   | 14   | 0.462 |      |
| 7    | パイオニアレッドウィングス | 26     | 9    | 17   | 0.346 |      |
| 8    | 岡山シーガルズ             | 26     | 1    | 25   | 0.038 |      |

### セミファイナルラウンド
2011年3月25日 - 27日開催の予定だったが、東日本大震災の影響により中止。

### ファイナルラウンド
2011年4月9日開催の予定だったが、東日本大震災の影響により中止。

### 最終順位
セミファイナル、ファイナルラウンド中止のため、レギュラーラウンドの最終結果がそのまま最終順位となった。
| 順位   | チーム名                   | 備考   |
| ------ | -------------------------- | ------ |
| 優勝   | JTマーヴェラス             | 初優勝 |
| 準優勝 | 東レ・アローズ             |        |
| 3      | 久光製薬スプリングス       |        |
| 4      | NECレッドロケッツ          |        |
| 5      | トヨタ車体クインシーズ     |        |
| 6      | デンソー・エアリービーズ   |        |
| 7      | パイオニアレッドウィングス |        |
| 8      | 岡山シーガルズ             |        |

### 個人賞
| No. | 賞名             | 受賞者                     | 所属チーム             | 備考                 |
| --- | ---------------- | -------------------------- | ---------------------- | -------------------- |
| 1   | 優勝監督賞       | 石原昭久                   | JTマーヴェラス         |                      |
| 2   | 最高殊勲選手賞   | キム・ヨンギョン           | JTマーヴェラス         |                      |
| 3   | 敢闘賞           | 木村沙織                   | 東レ・アローズ         |                      |
| 4   | 最優秀新人賞     | 新鍋理沙                   | 久光製薬スプリングス   |                      |
| 5   | ベスト6          | キム・ヨンギョン           | JTマーヴェラス         |                      |
| 5   | ベスト6          | 木村沙織                   | 東レ・アローズ         |                      |
| 5   | ベスト6          | フェルナンダ・ガライ       | NECレッドロケッツ      |                      |
| 5   | ベスト6          | 山本愛                     | JTマーヴェラス         |                      |
| 5   | ベスト6          | 荒木絵里香                 | 東レ・アローズ         |                      |
| 5   | ベスト6          | 竹下佳江                   | JTマーヴェラス         |                      |
| 6   | ベストリベロ賞   | 井上琴絵                   | JTマーヴェラス         |                      |
| 7   | レシーブ賞       | 井野亜季子                 | NECレッドロケッツ      |                      |
| 8   | 得点王           | フェルナンダ・ガライ       | NECレッドロケッツ      | 総得点=620点         |
| 9   | スパイク賞       | フォルケ・アキンラデウォ   | トヨタ車体クインシーズ | 決定率=50.67%        |
| 10  | ブロック賞       | 内藤香菜子                 | NECレッドロケッツ      | 決定本数=0.758本/set |
| 11  | サーブ賞         | エリザンジェラ・オリベイラ | 久光製薬スプリングス   | 効果率=16.6%         |
| 12  | サーブレシーブ賞 | 井野亜季子                 | NECレッドロケッツ      | 成功率=79.7%         |

### Vチャレンジ・マッチ（入替戦）
2011年4月2日 - 3日開催の予定だったが、東日本大震災の影響により中止。